# Atene
Atene (in greco Αθήνα?, Athīna) è la capitale della Grecia.
Si tratta di un comune di 643452 abitanti su un'area di 39 km², capoluogo dell'unità periferica di Atene Centrale e della periferia dell'Attica.
L'area urbana di cui è il centro, la Grande Atene conta una popolazione di 2611713 abitanti su una superficie di 361 km², nona conurbazione più popolosa dell'Unione europea
Metropoli cosmopolita e centro economico, finanziario, industriale e culturale della Grecia, ha una notevole importanza a livello europeo, ma anche mondiale: nel 2012 è stata classificata come la 39ª città più ricca del mondo per potere d'acquisto e come la 77ª più costosa in una ricerca effettuata dalla società svizzera UBS.
È universalmente nota per essere stata la culla della democrazia, la sede dell'accademia di Platone e del liceo di Aristotele, oltre che aver dato i natali a Socrate, Pericle, Sofocle e molti altri filosofi e personaggi importanti dell'antichità. Tra le città più antiche del mondo, è stata una fiorente polis ed è considerata la culla della civiltà occidentale.
Nel XXI secolo è tornata all'attenzione internazionale per aver organizzato i Giochi della XXVIII Olimpiade nel 2004 e per l'inaugurazione del nuovo museo dell'Acropoli nel 2009, che ha riaperto il dibattito riguardante i Marmi del Partenone.
Nel 1985, con l'istituzione da parte della CEE della capitale europea della cultura, Atene fu la prima città a ricoprire tale ruolo.
Tra il 2018 e il 2019 Atene fu altresì capitale mondiale del libro.
Prende il nome dalla dea Atena, figura della mitologia greca rappresentante la sapienza e la saggezza, corrispondente alla divinità latina Minerva.

## Geografia fisica

### Territorio
Atene sorge su una pianura al centro dell'Attica e costituisce un'unica conurbazione con il Pireo e i comuni dell'omonima prefettura. Nell'area metropolitana Atene-Pireo vivono più di 4 milioni di persone, ossia grossomodo il 38 per cento degli abitanti di tutta la Grecia (che sono 10 432 481 secondo il censimento del 2021).
La città si estende dalle pendici del monte Parnete, dove si trovano i cosiddetti sobborghi settentrionali, i più famosi dei quali sono Kifisià e Marousi, fino alla costa, dove si trova il porto del Pireo e i sobborghi meridionali come Glyfada e Palaio Faliro.

### Clima

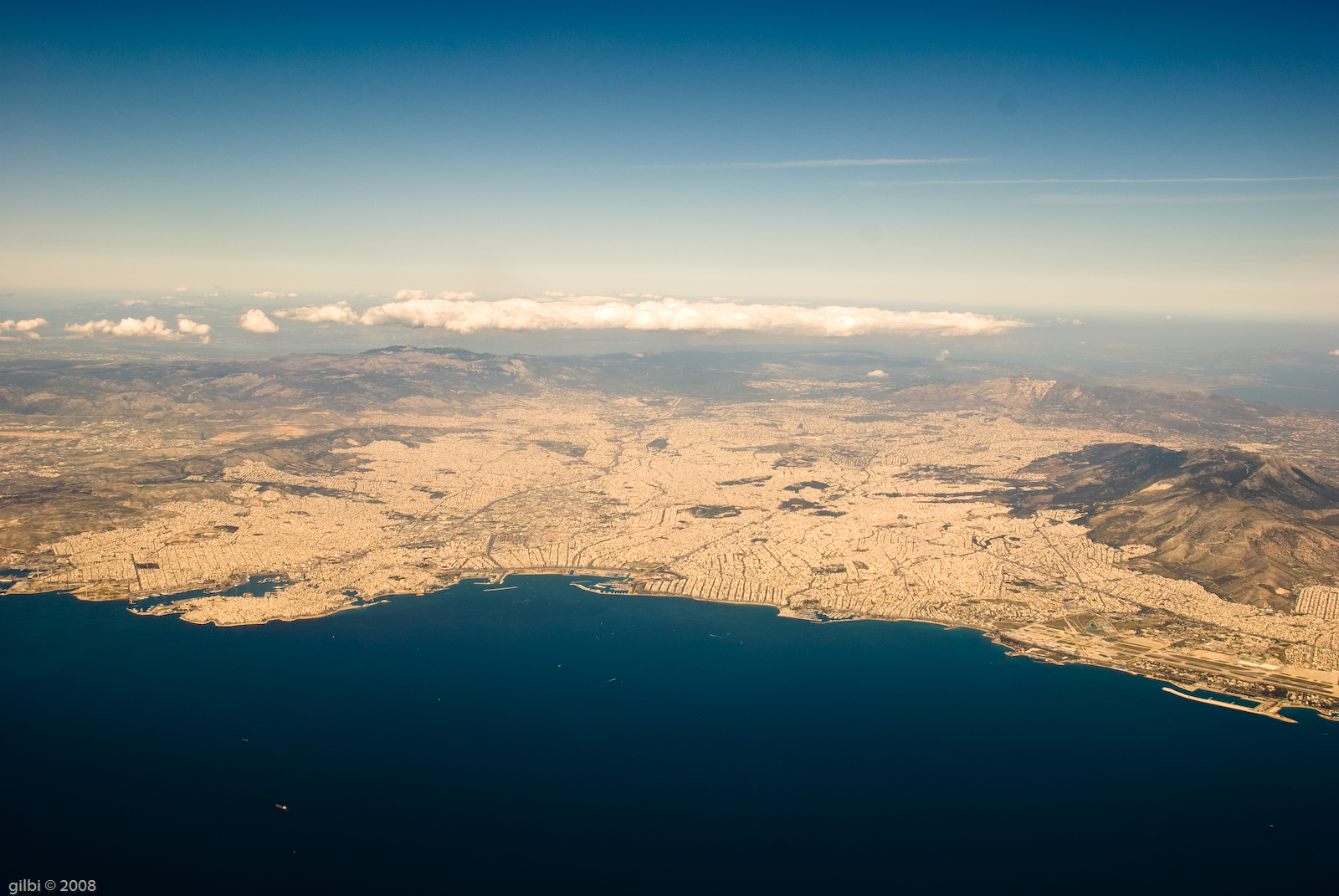
Panoramica di Atene e della sua area urbana.

Atene presenta un clima mediterraneo arido (Köppen: Csa), con estati calde, secche e soleggiate, inverni miti e scarse precipitazioni concentrate in quest'ultima stagione. È una delle città d'Europa con il maggior numero di giorni di sole all'anno, visto che si possono contare in media 179 giorni durante i quali il sole non è coperto da nuvole nemmeno in un istante, e altri 157 durante i quali il sole è coperto da nuvole solo per mezz'ora.
Le temperature medie del mese più freddo (gennaio) si aggirano sui 9 °C, mentre nel mese più caldo (luglio) sui 27-28 °C. In inverno non sono comunque rari gli afflussi di aria fredda proveniente dall'est europeo che abbassano la temperatura di parecchi gradi portando anche a precipitazioni nevose che, in considerazione della latitudine, non sono da considerarsi rare. Sono da ricordare, al riguardo, le tempeste di neve del febbraio 1992, del gennaio 2002, del febbraio 2004, del febbraio 2008, del febbraio 2021 e del gennaio 2022, particolarmente abbondanti. Per contro, in estate Atene deve sopportare temperature massime che superano spesso i 34 °C, per la mancanza del Meltemi, vento apportatore di aria fresca che interessa invece abbondantemente le isole egee.
La temperatura effettiva percepita è però minore di quella di altre città d'Europa per il basso tasso d'umidità. Nei mesi estivi le precipitazioni si possono fare davvero molto rare: pertanto i mesi ideali per visitare la città sono quelli di aprile, maggio, o settembre e ottobre. Ad ottobre-novembre ricomincia a piovere dappertutto e le precipitazioni massime si hanno a dicembre, gennaio e febbraio: ma Atene, essendo notevolmente riparata dalla catena montuosa del Pindo, non riceve neppure la metà dei quantitativi annui del versante occidentale ionico, molto più verdeggiante. Infatti mentre qui le precipitazioni medie annuali si aggirano sui 350–400 mm, a Corfù si superano spesso i 1000–1200 mm. Atene risulta pertanto, insieme a Madrid, una delle città più aride d'Europa.
Il passaggio delle stagioni è comunque molto presente anche nelle variazioni a livello della vegetazione: da metà marzo ad inizio maggio c'è un'intensa fioritura in tutte le zone circostanti, e in generale in tutta la provincia dell'Attica, la regione di Atene. Gli stessi fiori iniziano ad appassire non appena cambiano le condizioni climatiche, ovvero a metà maggio. La temperatura più alta mai registrata è 48 °C ad Eleusi, cittadina a qualche km da Atene, mentre la più bassa è -10,1 °C, all'Osservatorio Nazionale di Atene.
| Atene(1985-2015)    | Mesi | Mesi | Mesi | Mesi | Mesi | Mesi | Mesi | Mesi | Mesi | Mesi | Mesi | Mesi | Stagioni | Stagioni | Stagioni | Stagioni | Anno  |
| Atene(1985-2015)    | Gen  | Feb  | Mar  | Apr  | Mag  | Giu  | Lug  | Ago  | Set  | Ott  | Nov  | Dic  | Inv      | Pri      | Est      | Aut      | Anno  |
| ------------------- | ---- | ---- | ---- | ---- | ---- | ---- | ---- | ---- | ---- | ---- | ---- | ---- | -------- | -------- | -------- | -------- | ----- |
| T. max. media (°C)  | 13,5 | 14,1 | 16,8 | 21,1 | 26,5 | 31,6 | 34,4 | 34,3 | 29,7 | 24,0 | 18,6 | 14,5 | 14,0     | 21,5     | 33,4     | 24,1     | 23,3  |
| T. media (°C)       | 10,3 | 10,6 | 12,9 | 16,6 | 21,6 | 26,5 | 29,2 | 29,2 | 25,0 | 20,0 | 15,2 | 11,5 | 10,8     | 17,0     | 28,3     | 20,1     | 19,1  |
| T. min. media (°C)  | 7,1  | 7,1  | 8,9  | 12,1 | 16,7 | 21,3 | 24,1 | 24,0 | 20,2 | 15,9 | 11,8 | 8,5  | 7,6      | 12,6     | 23,1     | 16,0     | 14,8  |
| Precipitazioni (mm) | 50,7 | 46,2 | 45,6 | 28,8 | 17,6 | 9,4  | 8,7  | 5,4  | 22,1 | 42,0 | 69,4 | 73,4 | 170,3    | 92,0     | 23,5     | 133,5    | 419,3 |

### Isola urbana di calore di Atene
La città di Atene è affetta da un forte effetto isola di calore causato dall'attività umana, che eleva le sue temperature al confronto con le aree rurali circostanti, con effetti negativi sull'uso di energia, sulle spese per il raffreddamento, e sulla salute e il benessere umani. È stata riscontrata la responsabilità dell'isola di calore di Atene anche rispetto ad alterazioni delle serie storiche climatologiche di alcune stazioni meteorologiche ateniesi quali Thiseio (Osservatorio Nazionale di Atene), Nea Philadelphia (HNMS) e Hellinikon (HNMS) a causa del suo effetto di innalzamento delle temperature da esse registrate rispetto alle vicine zone rurali.

## Storia

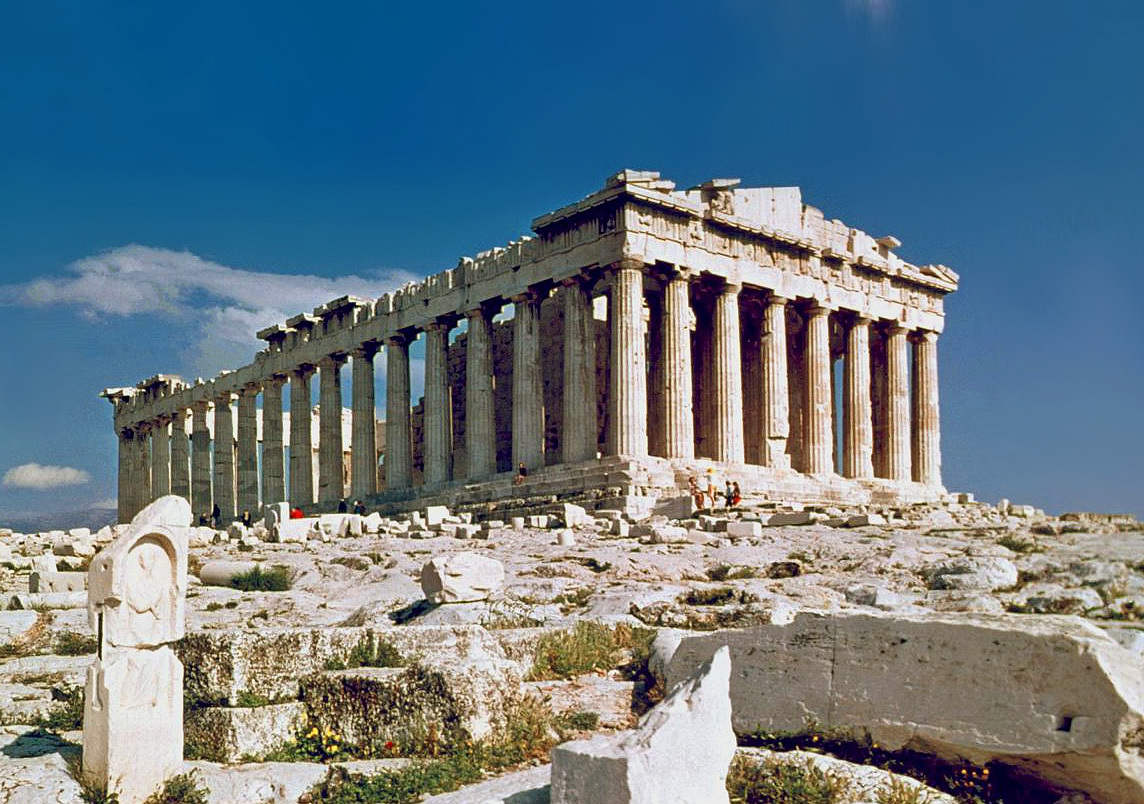
Il Partenone.

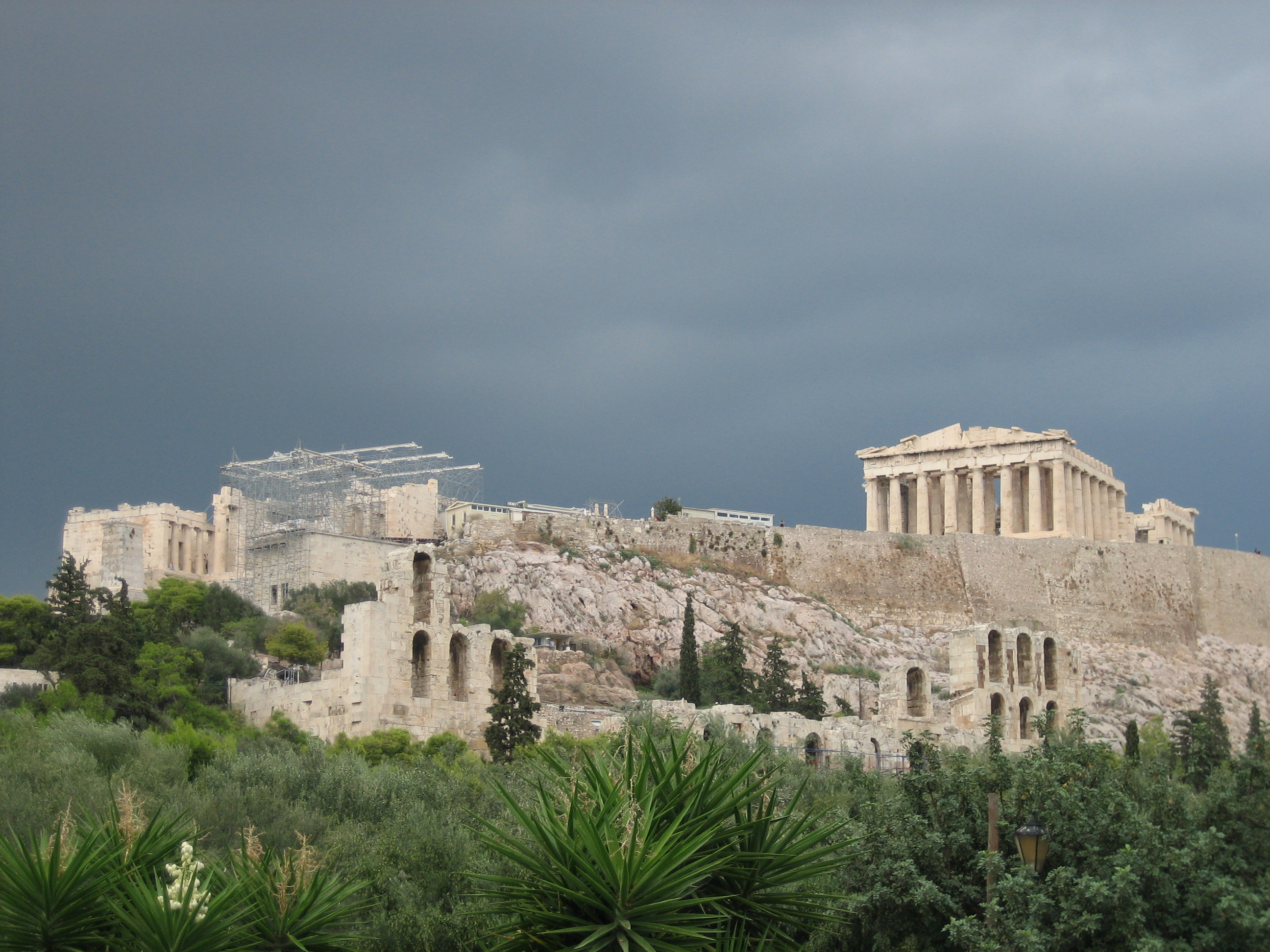
La collina dell'Acropoli.

I primi segni di presenza umana si trovano nella Grotta di Scisto, e sono datati tra il 13000 e il 5000 a.C.
La città di Atene è stata abitata continuamente per i successivi 4000 anni. Popolazioni vi si erano insediate già dal Neolitico intorno al 3500 a.C., ma fu in età micenea che la città iniziò a fiorire diventando sede di un'importante fortezza intorno all'acropoli. Nonostante l'invasione e la distruzione da parte dei Dori, gli ateniesi mantennero la loro cultura ionica. Ad ogni modo Atene, come gli altri insediamenti contemporanei, a causa del Collasso dell'età del bronzo cadde in declino economico per i successivi 300 anni. In età classica, nel V secolo a.C., Atene diventò la città più importante del mondo greco, raggiungendo importanti traguardi in ambito culturale, scientifico, tecnologico e militare tanto da porre le basi della civiltà occidentale. Negli anni della tarda antichità la città visse un declino, seguito da un recupero in età bizantina (IX-X secolo), ed è stata relativamente prosperosa durante le Crociate, anche grazie al commercio delle Repubbliche marinare italiane.

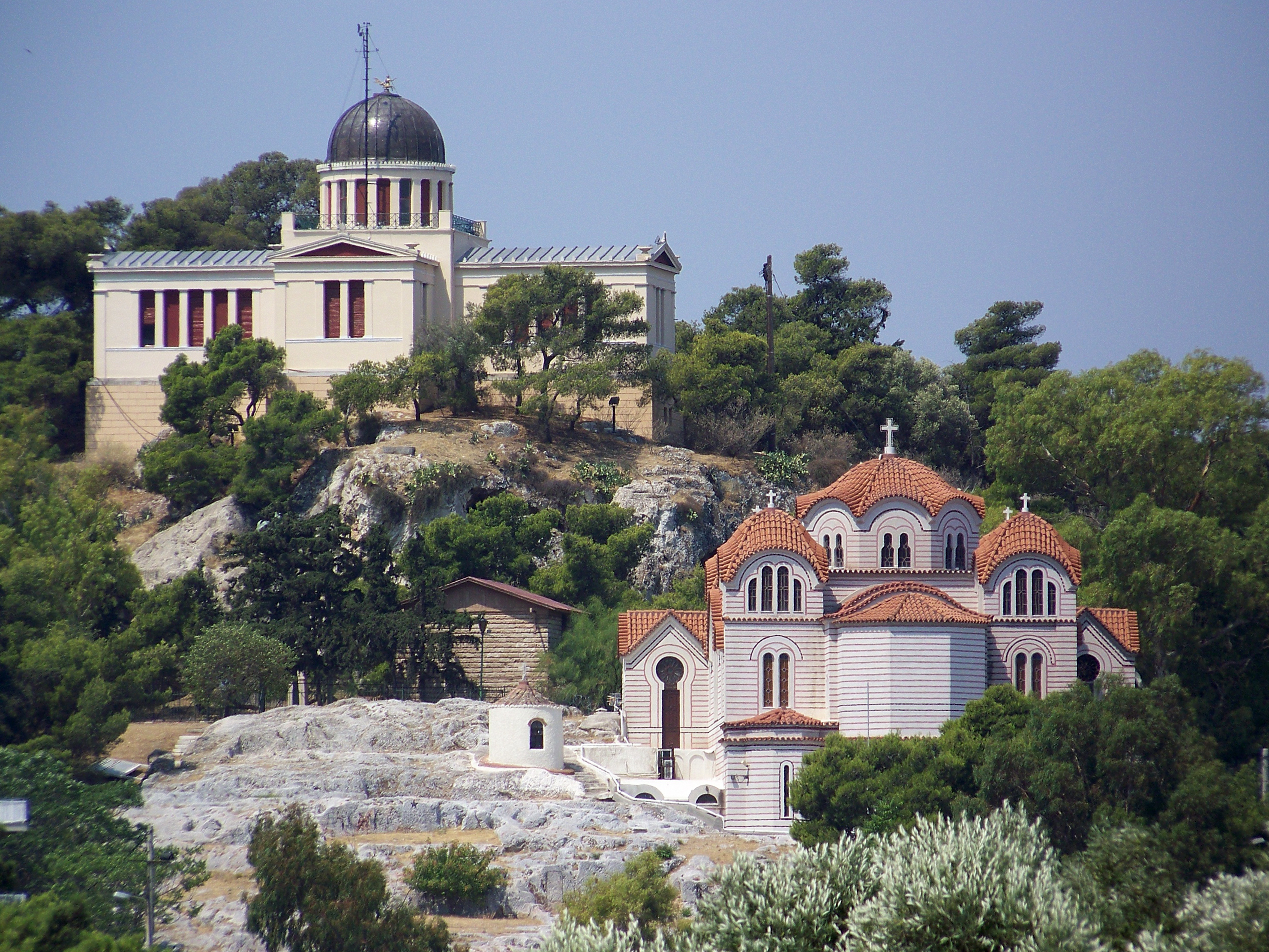
Il vecchio osservatorio, costruito nel 1842, e la chiesa di Agia Marina, del 1922, sulla collina delle Ninfe.

Dopo un lungo periodo di declino sotto il dominio dell'Impero ottomano, Atene riemerse nel diciannovesimo secolo come capitale del neonato Stato greco, e nel 1896 ospitò la prima edizione dei Giochi olimpici moderni. Nel 1920 e negli anni seguenti Atene assorbì un numero cospicuo di rifugiati greci espulsi dall'Asia minore in seguito alla Guerra greco-turca (1919-1922); nonostante ciò fu soprattutto dopo la Seconda guerra mondiale, e in particolare negli anni cinquanta e sessanta del XX secolo, che ci fu un vero e proprio boom demografico, con la città che raggiunse notevoli dimensioni espandendosi gradualmente in ogni direzione.
Negli anni 1980 divenne evidente che lo smog prodotto dalle fabbriche e da un crescente numero di automobili, nonché la notevole densità di popolazione, rappresentavano un importante problema da risolvere. Una serie di decisioni contro l'inquinamento furono prese dalle autorità negli anni novanta, insieme a un notevole ampliamento e miglioramento delle infrastrutture cittadine (costruzione di nuove tangenziali e autostrade, ampliamento della rete di metropolitana, e il nuovo aeroporto internazionale), con un considerevole miglioramento delle condizioni atmosferiche e rendendo Atene una città molto più funzionale.
Su iniziativa del Consiglio dell'Unione Europea, fu designata Città Europea della Cultura per l'anno 1985, manifestazione arrivata ai giorni nostri con il nome "Capitale Europea della Cultura".
Nel 2004 la città ha organizzato con successo i Giochi della XXVIII Olimpiade, ed è stata nominata capitale mondiale UNESCO del libro per l'anno 2018.

### Origini di Atene nel mito

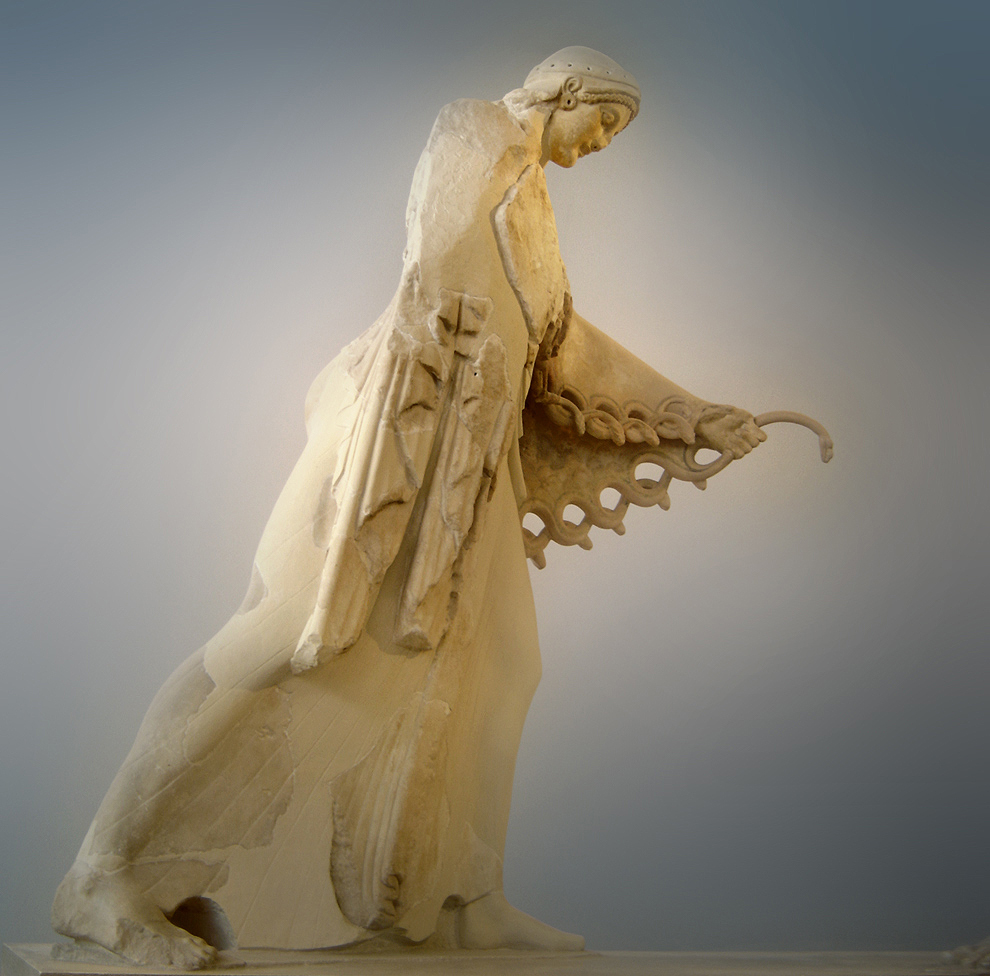
Museo dell'Acropoli: la statua della dea Atena, la protettrice della città.

La storia degli Ateniesi comincia con un mito. Gli abitanti di Atene, come la maggioranza delle persone di tutto il mondo e di tutti i tempi, affidano le proprie origini storiche a situazioni molto simili alle favole; ma non si trattava del tutto di storie inventate: erano verità deformate e remote, di fatto irrecuperabili, trasmesse di generazione in generazione per mezzo di canti e balli. Ciò è raccontato in parte attraverso le statue del frontone orientale del Partenone.
In queste leggende l'origine di tutto era una dea, che in principio formava un tutt'uno con la città che creò, e dalla quale prende il nome: Atena. È un nome greco molto antico. Un'altra versione del mito che spiega l'origine del nome di questa città, non designa Atena come fondatrice, ma solo come la dea che le diede il proprio nome e ne diventò la protettrice. Il mito racconta che, quando la città che sarebbe poi divenuta Atene era stata appena fondata, la Moira aveva stabilito che sarebbe diventata ricca, prospera e la più potente di tutta la Grecia. Atena decise, quindi, di prenderla sotto la sua custodia. Tuttavia, anche Poseidone la voleva sotto la sua protezione, poiché egli era il protettore dell'Attica.
Atena e Poseidone entrarono in conflitto, perché nessuno dei due voleva concedere la giovane città all'altro; neppure Zeus riuscì a metterli d'accordo. Così Atena propose di lasciar decidere ai cittadini chi ne avrebbe preso la custodia. Atena e Poseidone riunirono il popolo della città sull'Acropoli e dissero che ciascuno dei due avrebbe concesso un dono: il regalo giudicato migliore avrebbe fatto vincere la rispettiva divinità. Poseidone fece comparire un magnifico cavallo, mentre Atena fece nascere dal terreno un ulivo. A quel punto dalla folla si fece avanti uno degli anziani più autorevoli affermando che entrambi i doni erano degni di essere scelti e avevano un significato: il cavallo rappresentava la forza, il coraggio, la guerra, mentre l'ulivo la prudenza, la serenità, la pace.
L'anziano disse anche che la guerra poteva portare ricchezze, potere, ma era incerta; invece la pace, anche se i beni che concedeva erano meno vistosi, erano anche più sicuri e duraturi. Tutti concordarono con le parole dell'anziano e scelsero il dono di Atena, che diede infine il suo nome alla città. Dopo la decisione i cittadini promisero a Poseidone che avrebbero innalzato un tempio anche per lui e gli avrebbero concesso i sacrifici dovuti per mantenere il suo favore: infatti Atene si trovava poco distante dal mare e quest'ultimo sarebbe divenuto il fulcro della sua civiltà.
Sotto la protezione di Atena, dea della saggezza, Atene diventò una città fiorente, abile anche nelle guerre, per l'intelligenza e per l'attento uso della tattica dei suoi comandanti. Finché Atene mantenne i valori della prudenza, della diplomazia, della pace, visse senza problemi: quando li abbandonò, decadde e venne assoggettata.
Atene sarebbe stata fondata dal leggendario Cecrope, che era un mezzo uomo e mezzo serpente. Il mito lo considera primo re di Atene.

## Monumenti e luoghi d'interesse
- L'Acropoli
- Tempio di Efesto
- Tempio di Zeus Olimpo

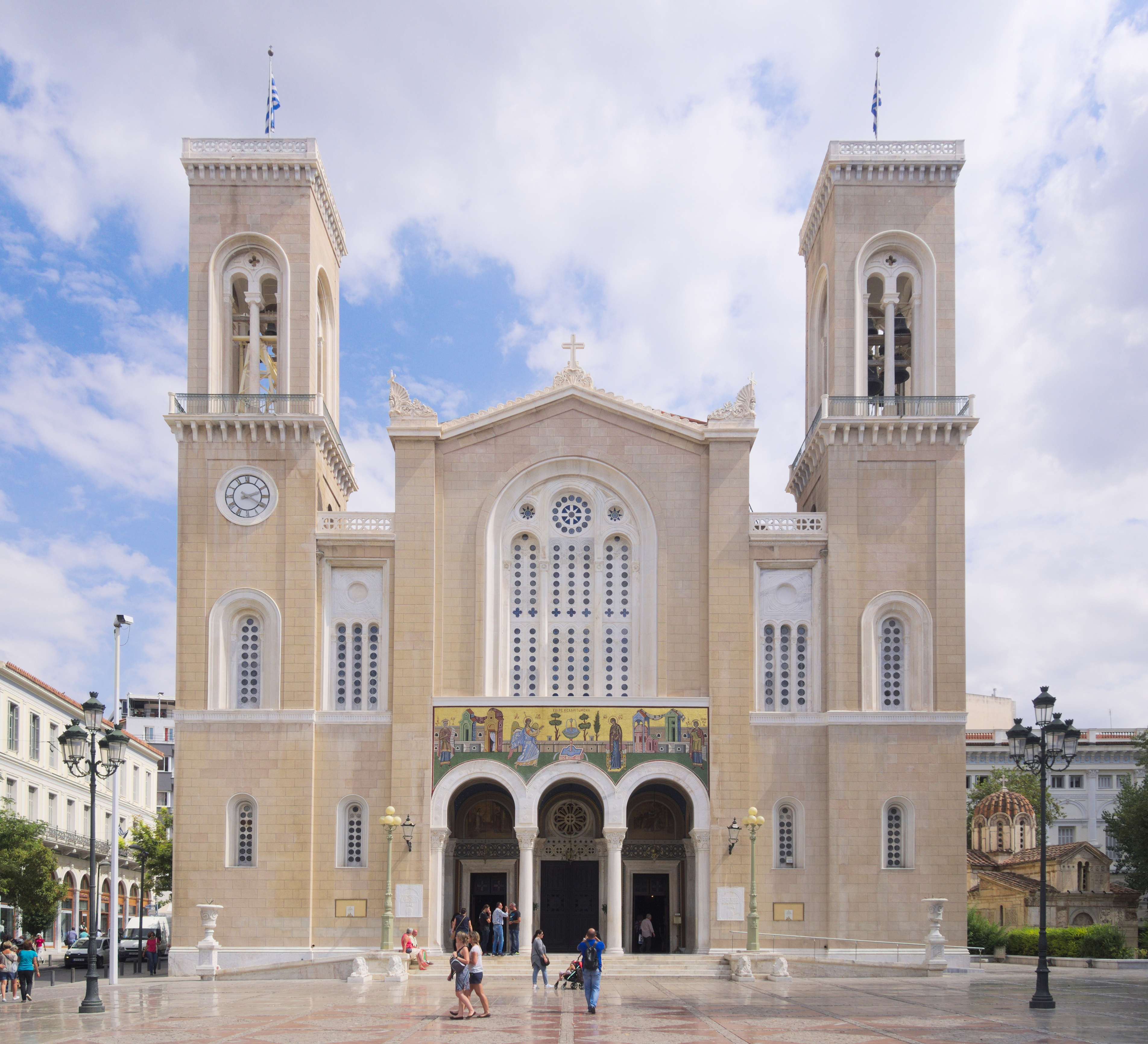
"Piazza delle Metropolitane": la Cattedrale di Atene e la Panagia Gorgoepikoos, situata al fianco.

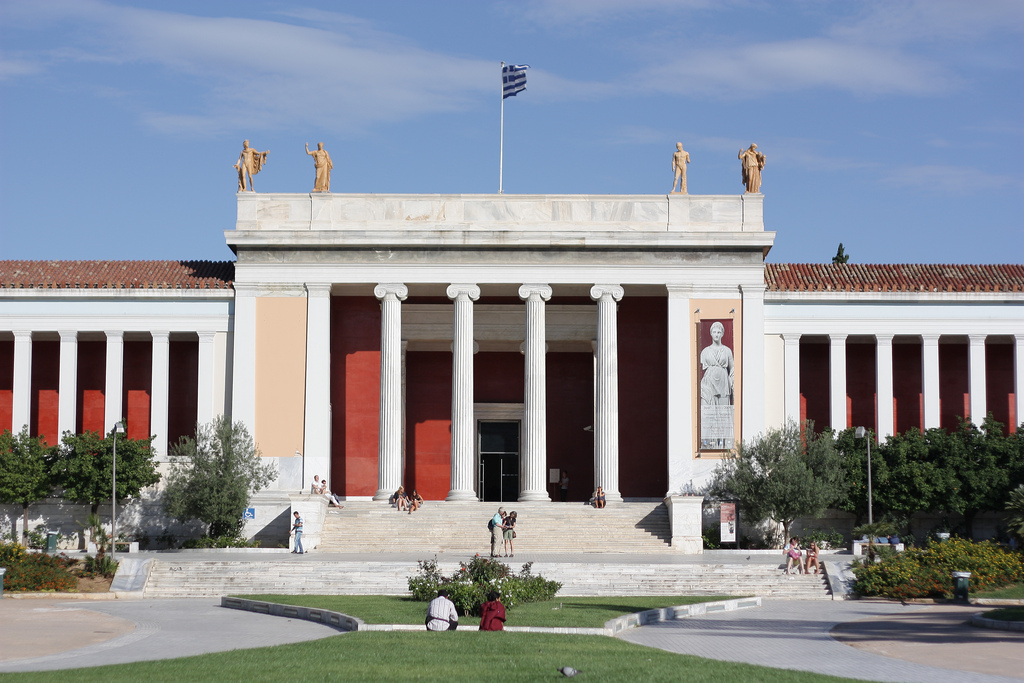
Il Museo archeologico nazionale di Atene.

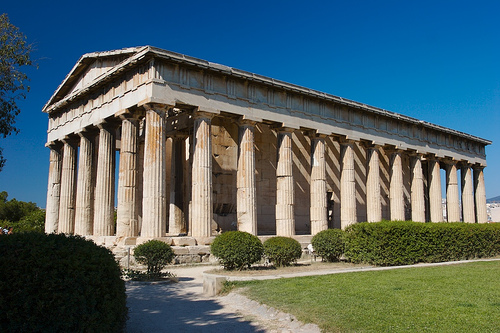
Il tempio di Efesto.

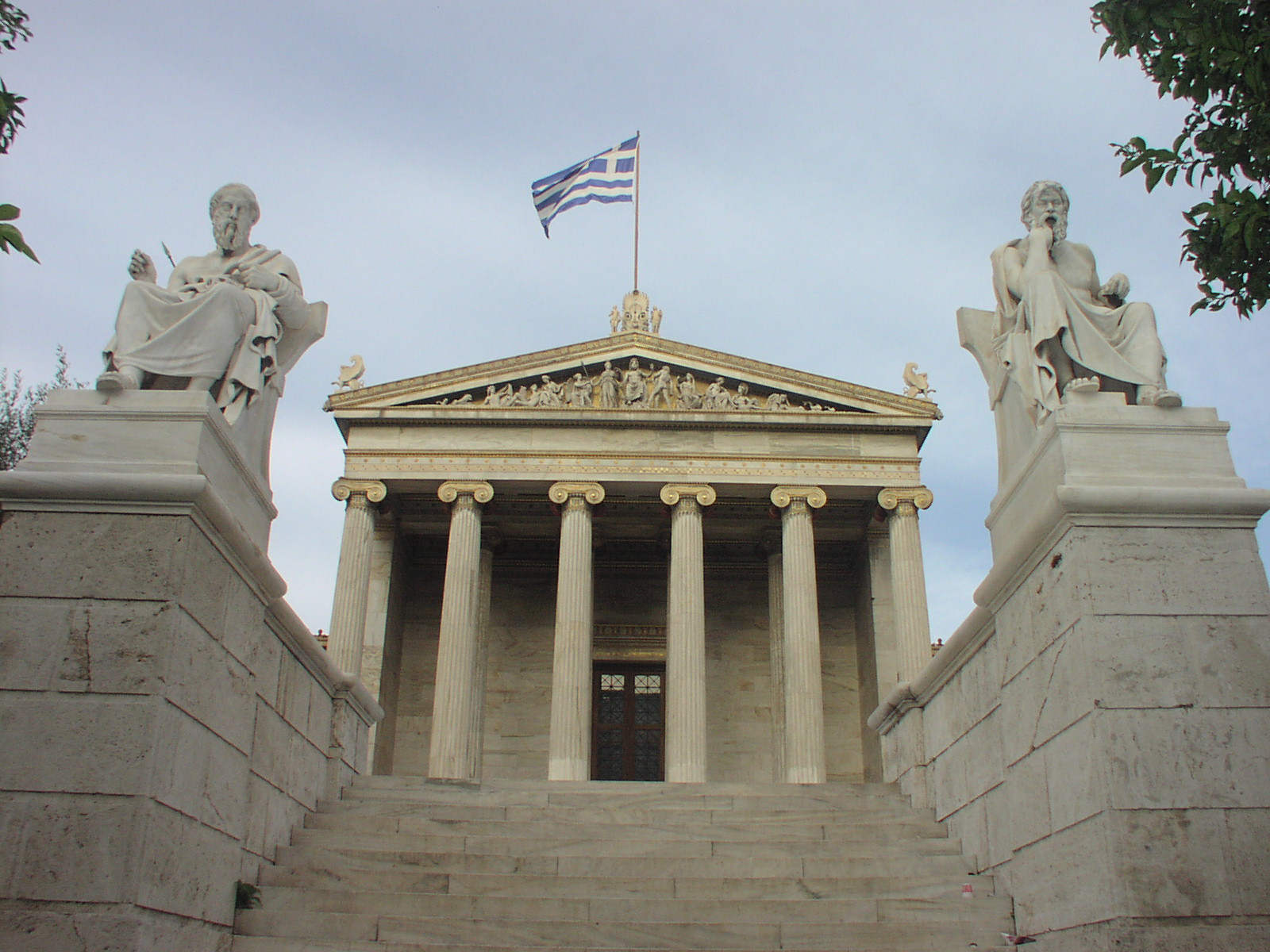
L'Accademia in via Panepistimiou, facente parte della famosa Trilogia.

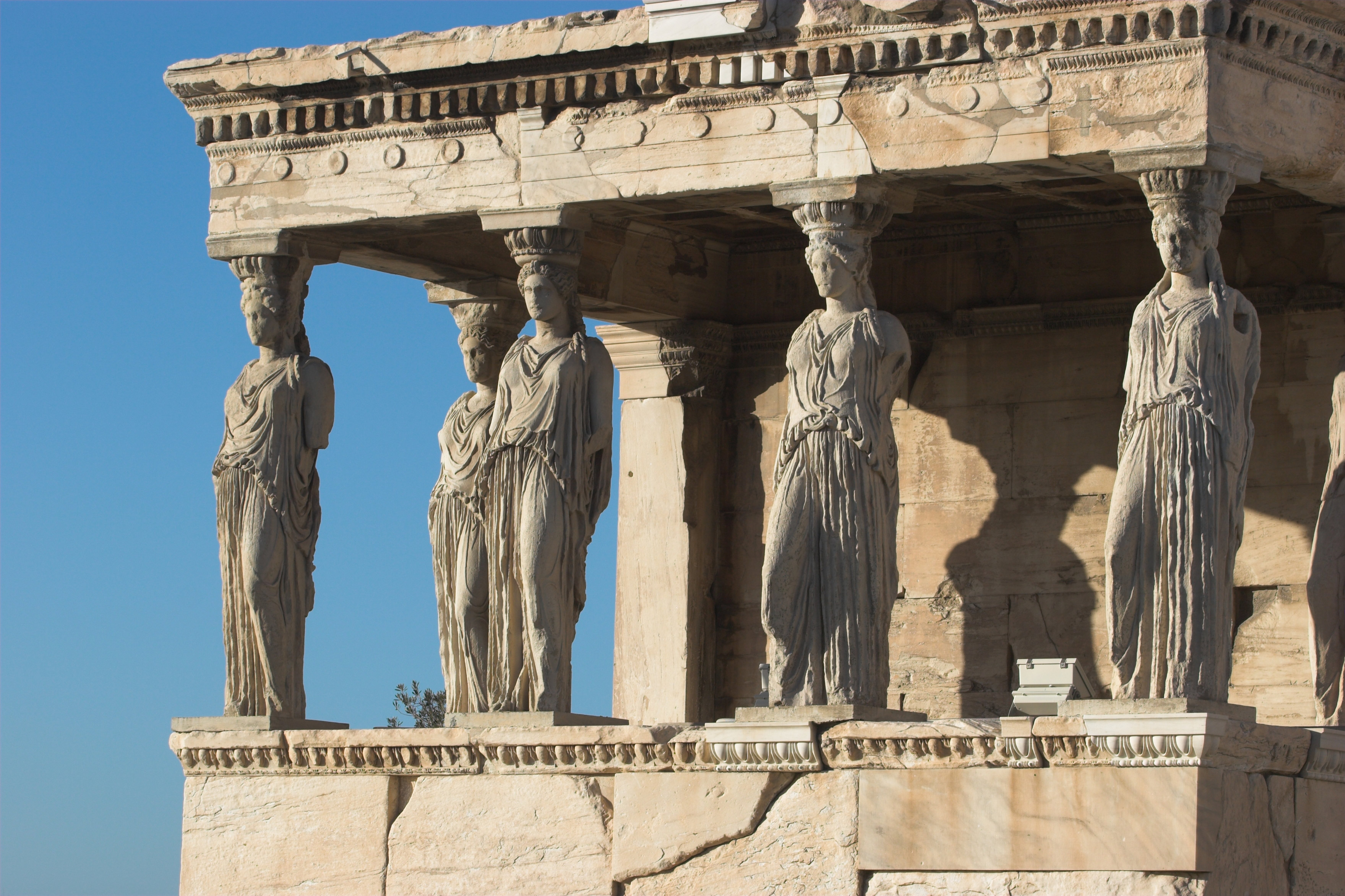
Particolare della loggia delle Cariatidi sull'Acropoli.

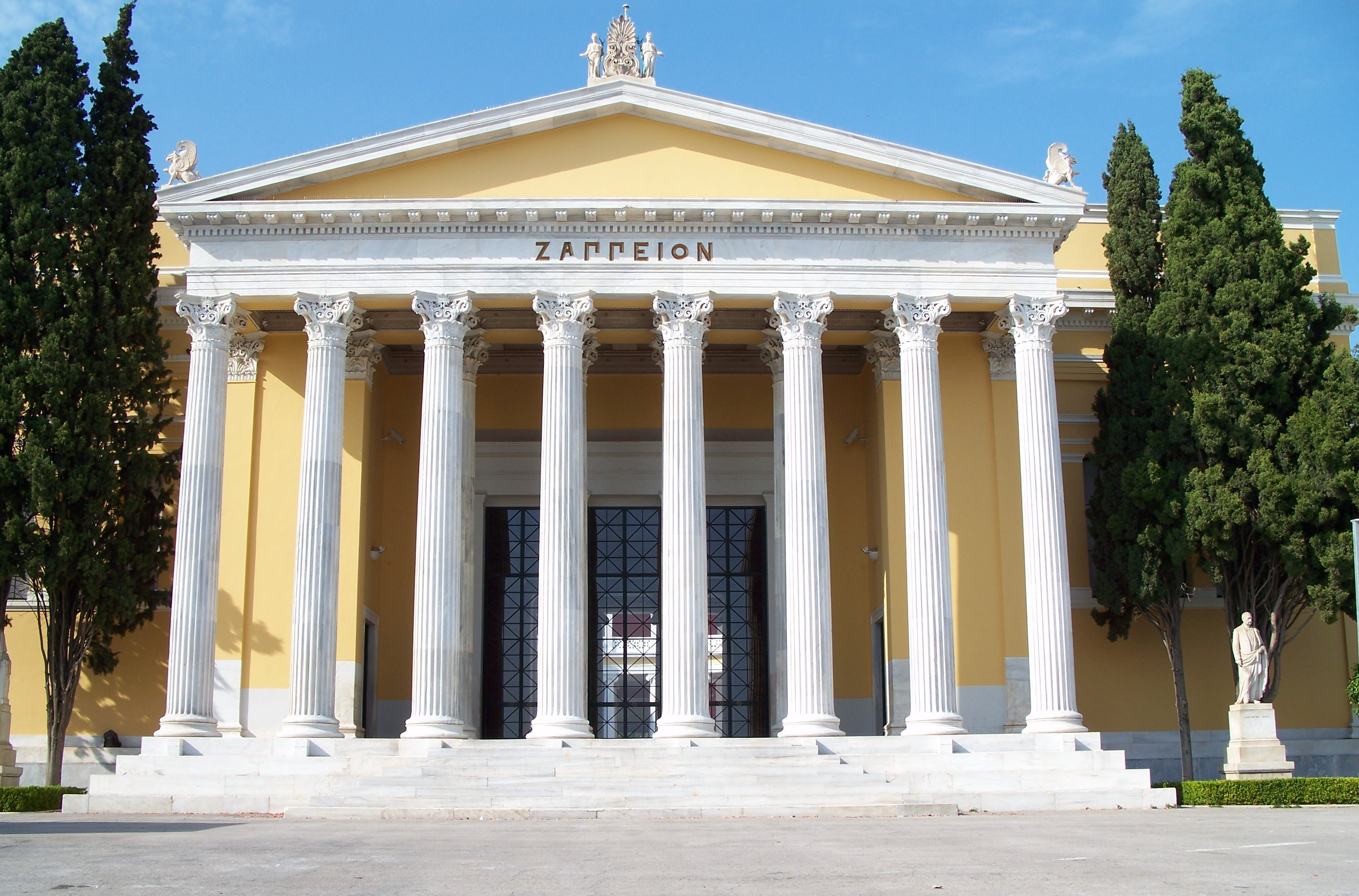
L'edificio Zappeion nei pressi dei giardini nazionali.

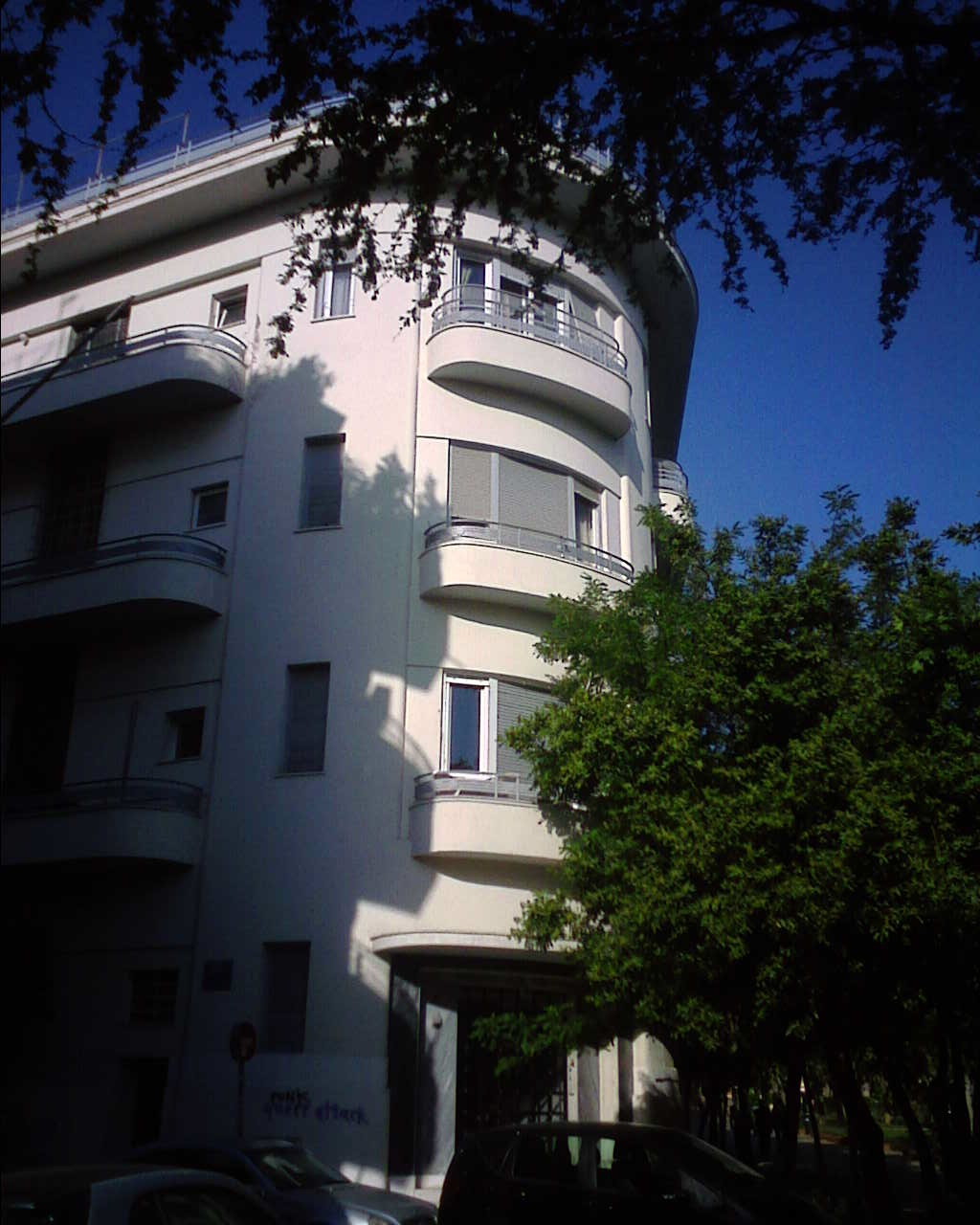
Un edificio modernistico a Kipseli.

- Area archeologica dell'agorà antica con annesso museo
  - Stoà di Attalo
  - Odeon di Agrippa
- Area archeologica dell'agorà romana
  - Biblioteca di Adriano
  - Torre dei Venti
- Area archeologica del Teatro di Dioniso
- Odeon di Erode Attico
- Area archeologica del Ceramico
- Cattedrale metropolitana dell'Annunciazione (o "Grande Cattedrale"; da Megali Mitropoli)
  - Panagia Gorgoepikoos ― Chiesa di Sant'Eleuterio (o "Piccola Cattedrale"; Mikri Mitropoli)
- Zappeion
- Areopago
- Pnika
- Arco di Adriano
- Esposizioni archeologiche di Syntagma, Panepistimio, Evangelismos e Dafni, nelle omonime stazioni della metropolitana
- Primo cimitero di Atene una gliptoteca a cielo aperto con opere dei massimi scultori greci del diciannovesimo e ventesimo secolo
- Planetario Evghenidio, uno dei maggiori del mondo
- Centro Ellinikos Kosmos presenta proiezioni interattive e tridimensionali dedicate al mondo antico greco e romano.
- Biblioteca Ghennadios
- Trilogia neoclassica: Biblioteca nazionale; Università; Accademia nazionale su via Panepistimiou.
- Teatro nazionale della Grecia
- Quartiere della Plaka
- Quartiere di Thisio
- Trilogia verde (tre grandi parchi monumentali): Giardino nazionale di Atene; Monte Licabetto; Pedion tou Areos.
- Liceo di Aristotele
- Chiesa di Panagia Kapnikarea
- Palazzo municipale
- Mercato coperto

Percorsi nell'architettura moderna
- Sede dell'ambasciata statunitense, di Walter Gropius
- Nuova sede della Banca Nazionale di Grecia, di Mario Botta e associati
- Nuova sede della Ethniki Asfalistiki, di Mario Botta e associati
- OAKA, centro olimpico di Atene, di Santiago Calatrava
- Sovrappasso stazione metropolitana Katehaki, di Santiago Calatrava
- Sede del Centro nazionale delle ricerche, di Konstantinos Doxiadis
- Sede dello "Studio Doxiadis", di Konstantinos Doxiadis
- Chiesa di San Demetrio alla Pnice, di Dimitris Pikionis
- Zona archeologica della Pnice e di Filopappo, di Dimitris Pikionis
- Museo dell'acropoli di Atene, di Bernard Tschumi
- Ex aeroporto orientale di Elliniko (diventato in seguito polo fieristico di Elliniko), di Eero Saarinen
- Succursale della Banca di Grecia in Odos Amerikis, di Alexandros Tobazis
- Sede della Alpha Bank in Odos Stadiou, di Alexandros Tobazis
- Impianto olimpico nel sobborgo di Galatsi, di Alexandros Tobazis
- Sede del gruppo bancario Eurobank, di Sir Basil Spence
- Interessanti gli edifici in stile modernistico (ispirato al movimento Bauhaus)[31] sparsi in tutto il centro di Atene e in particolare nelle zone di Kypseli, Exarchia, Kolonaki e Patisia, costruiti dalla fine degli anni venti fino a tutti gli anni trenta, che richiamano gli analoghi edifici Bauhaus di Tel Aviv.

## Cultura

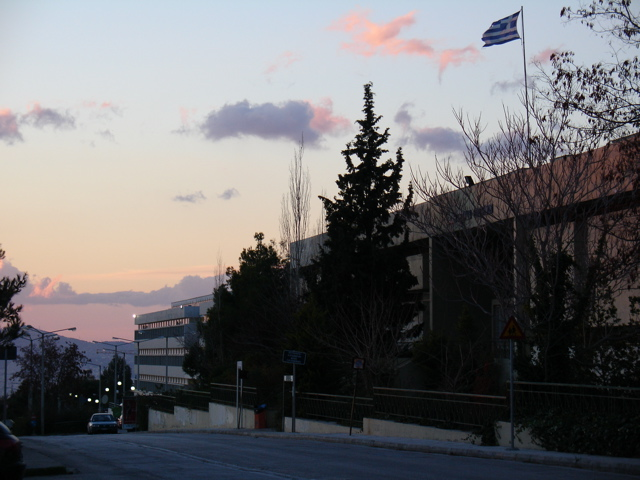
Un'immagine del campus universitario nel quartiere di Ilisia.

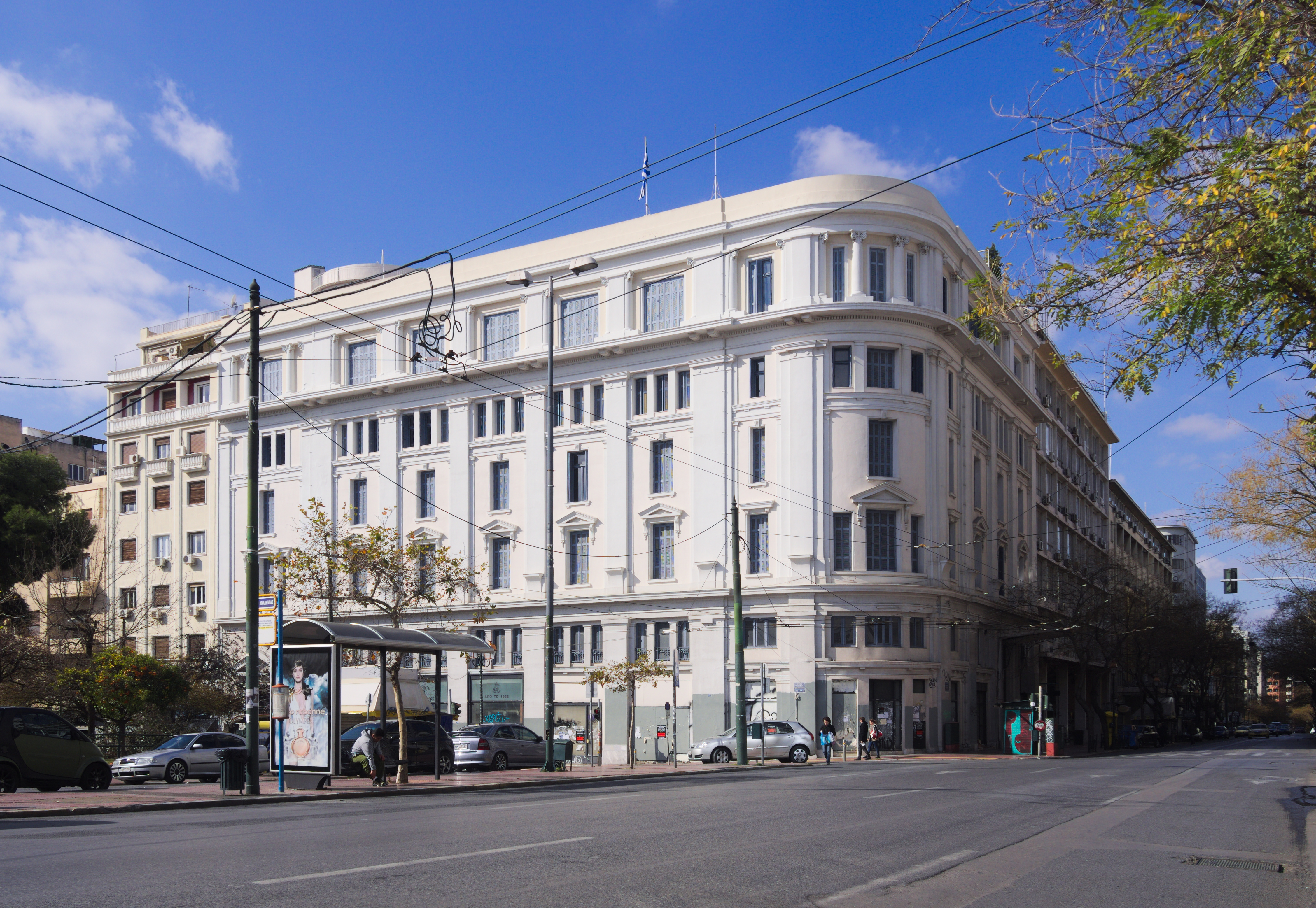
Il Club Universitario dell'Università nazionale capodistriana, in via Akadimias.

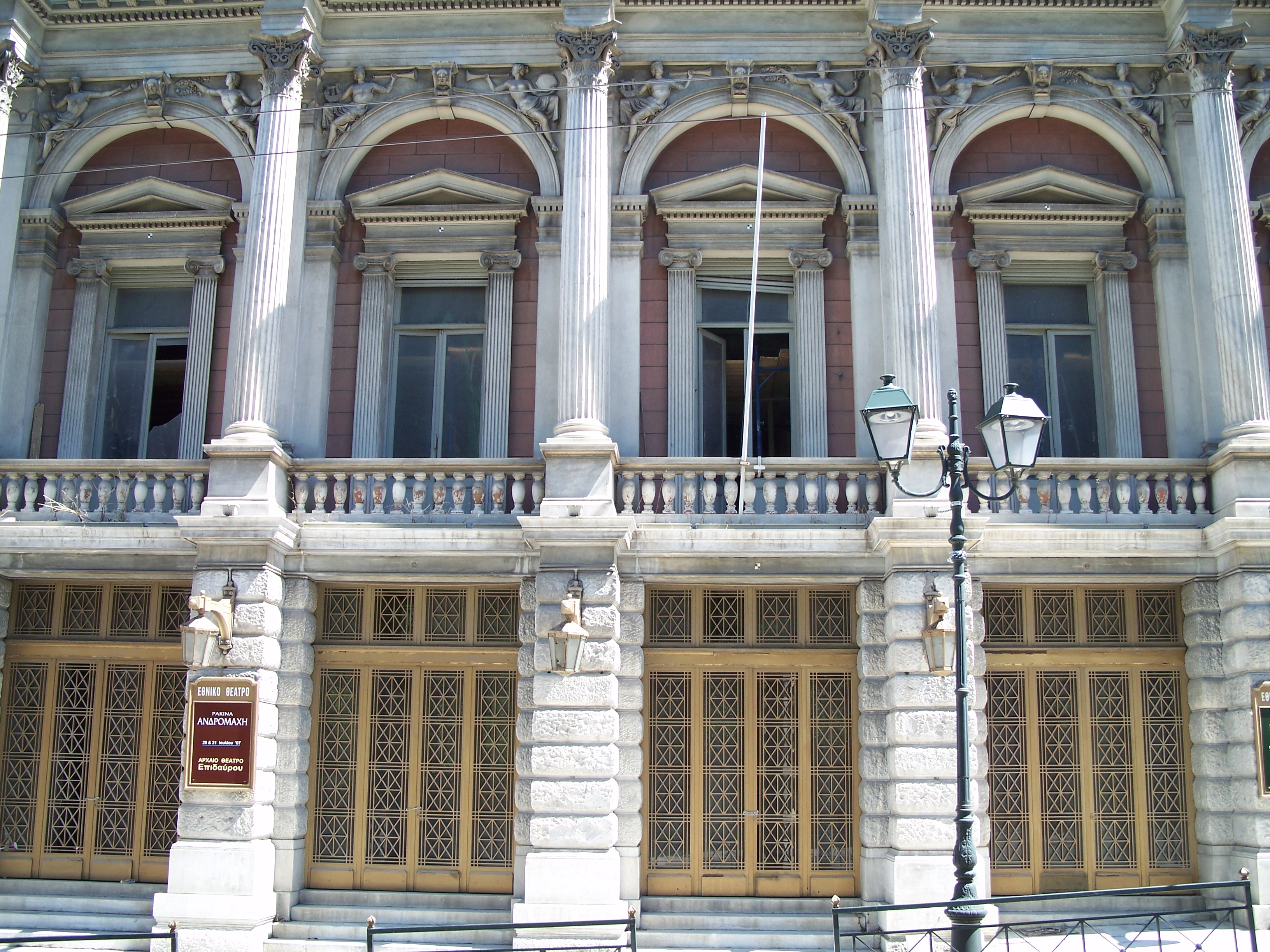
Facciata del Teatro Nazionale di Grecia in via Agiou Konstantinou.

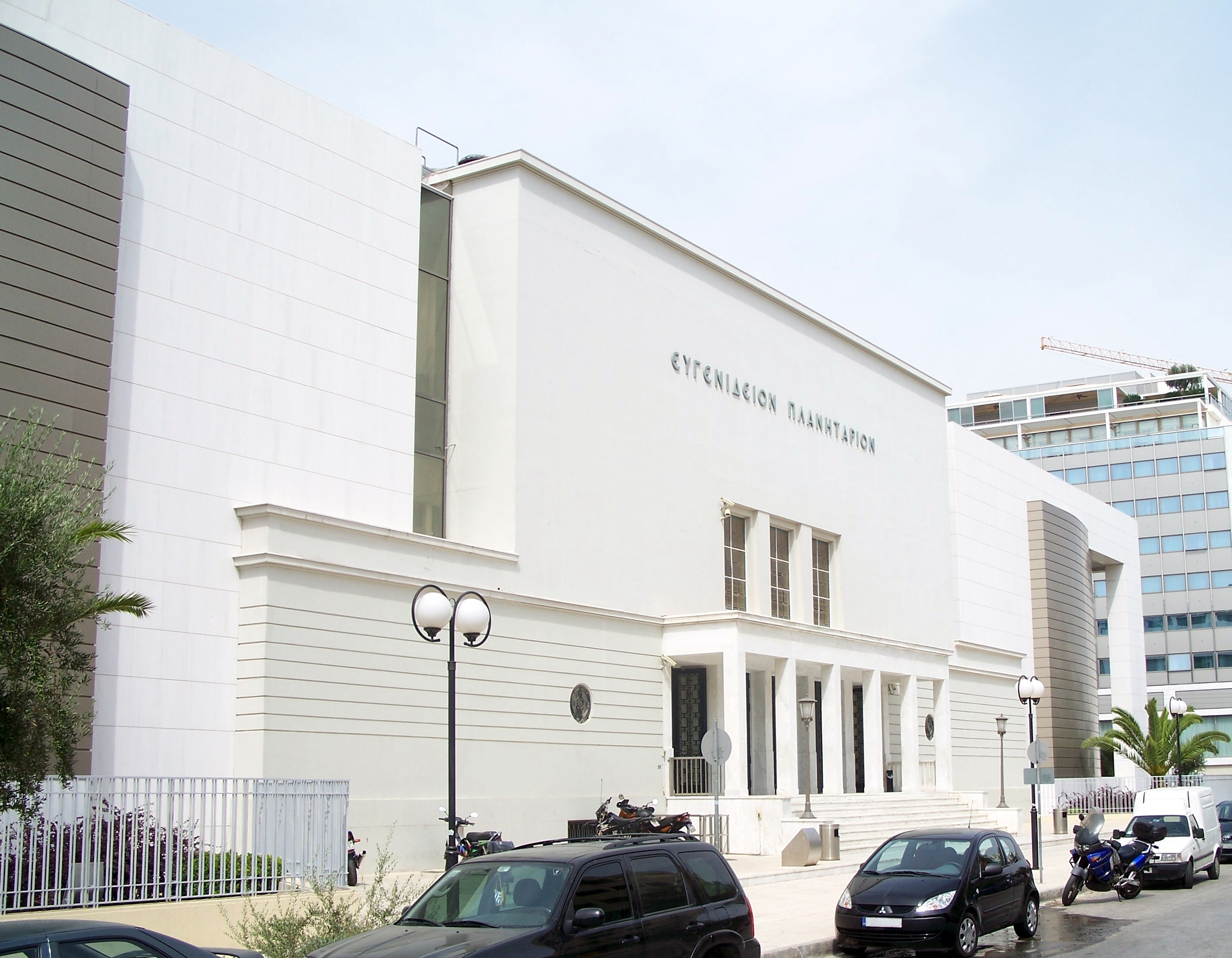
Il Planetario di Atene (Evgenideion).

### Cultura antica
Il periodo che va dalla fine delle Guerre persiane alla conquista della Macedonia segna l'acme di Atene come centro della letteratura, della filosofia e dell'arte.
Alcune delle più importanti figure della storia culturale e intellettuale dell'Occidente vissero ad Atene in quello stesso periodo, come i tragediografi Eschilo, Sofocle ed Euripide, il commediografo Aristofane, i filosofi Socrate, Platone e Aristotele, gli storici Erodoto, Tucidide e Senofonte, il poeta Simonide e lo scultore Fidia. Come ebbe ad affermare lo stesso Pericle, Atene divenne «la scuola dell'Ellade» (Tucidide, Storie, II, 41, 1).
In occasione del Venerdì Santo ortodosso, si svolge annualmente la Processione dell'Epitaffio, un rito che si conclude col rogo della sagoma di Giuda il Traditore appeso a una forca su un albero.

### Istruzione
Atene è il centro culturale della Grecia. Essa ospita la maggior parte delle imprese editoriali greche e la maggior parte dei mezzi di comunicazione radiofonica e televisiva, tra cui due reti della televisione di Stato ERT (esiste anche una terza rete, su base regionale, che ha sede a Salonicco). Ospita inoltre diverse Università statali e private, molte biblioteche, e teatri.

#### Università
Ad Atene sono presenti le seguenti università statali:
- Università nazionale capodistriana di Atene (la prima università della Grecia liberata dalla dominazione turca, fondata nel 1837);
- Università tecnica nazionale di Atene, chiamato anche Politecnico Metsovio, importante polo per l'ingegneria;
- Università di scienze sociali Pantio;
- Università di economia e commercio di Atene;
- Università del Pireo;
- Accademia di belle arti;
- Scuola nazionale di amministrazione pubblica;
- Accademia agraria di Atene con annesso l'importante orto botanico.

Data la sua importanza storica, ad Atene si trovano anche numerose scuole archeologiche straniere, le più importanti delle quali sono la Scuola archeologica tedesca, la Scuola archeologica francese, la Scuola archeologica inglese, la Scuola archeologica americana e la Scuola archeologica italiana. È presente anche la Scuola Italiana di Atene, attualmente solo in lingua Italiana.
Grande importanza nel campo della ricerca rivestono anche l'Accademia di Atene, che dispone di numerosi laboratori scientifici e biblioteche, il Centro nazionale delle ricerche (ospitato nella sede progettata dall'architetto Doxiadis) e il Centro per le ricerche nucleari "Democrito".

#### Biblioteche
Le maggiori biblioteche cittadine sono:
- Biblioteca Nazionale (nella sua nuova sede all'interno del centro culturale Stavros Niarchos, aperto nel giugno 2016)[33]
- Biblioteca Comunale di Atene
- Biblioteca del Parlamento
- Biblioteca del Centro nazionale delle ricerche
- Biblioteca nordica ad Atene
- Biblioteca del Museo Benaki
- Biblioteca musicale Lilian Buduri (Megaro Musikis)
- Biblioteca dell'arte presso la Pinacoteca Nazionale
- Biblioteca della civiltà bizantina presso il Museo Bizantino e Cristiano
- Biblioteca Ghennadios (annessa alla Scuola americana di studi classici di Atene)

Altre biblioteche sono annesse alle summenzionate istituzioni scientifiche e agli Istituti culturali stranieri presenti in città. Sparse nei vari sobborghi inoltre sono attive numerose biblioteche comunali. Da segnalare la Biblioteca dei ragazzi attiva nel sobborgo di Chalandri.

#### Teatri nazionali
Altre importanti istituzioni culturali sono:
- Teatro Nazionale, fondato nel 1880
- Opera Nazionale Ellenica (dal 2016 all'interno del centro culturale Stavros Niarchos)
- Auditorium Megaro Mousikis, conosciuto anche come Athens Concert Hall,[34] con varie sale, la più grande con 1961 posti[35]
- Casa della Cultura e delle Arti della Fondazione "Onassis"

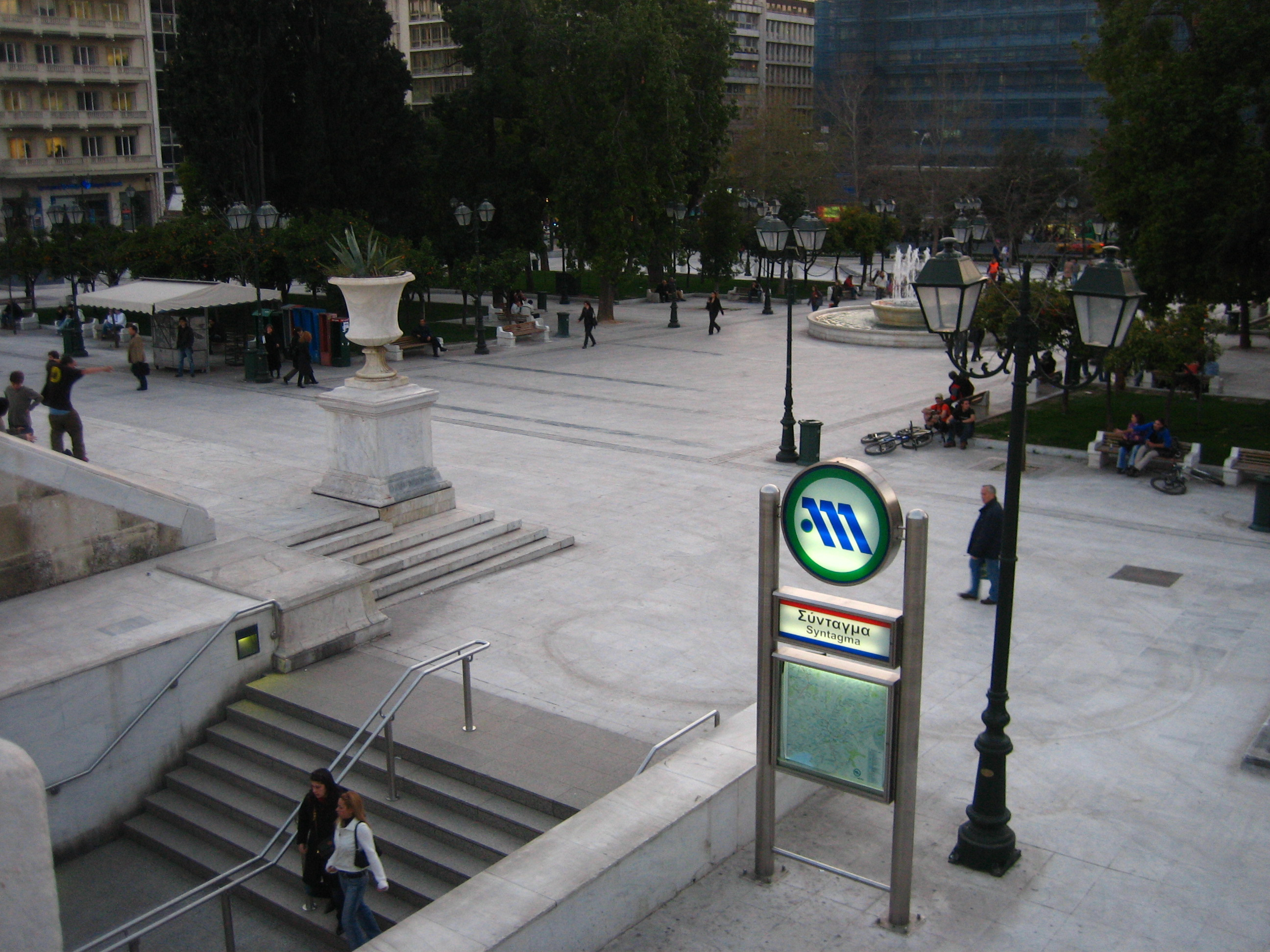
Piazza Syntagma

- Planetario di AtenePiazza Syntagma

#### Musei
Ad Atene sono presenti decine di musei riguardanti tutte le epoche storiche, dalla preistoria fino alle gallerie d'arte contemporanea. I più famosi e visitati dal turismo internazionale sono:
- Museo archeologico nazionaleLa fontana di Piazza Syntagma
- Museo dell'Acropoli
- Museo bizantino

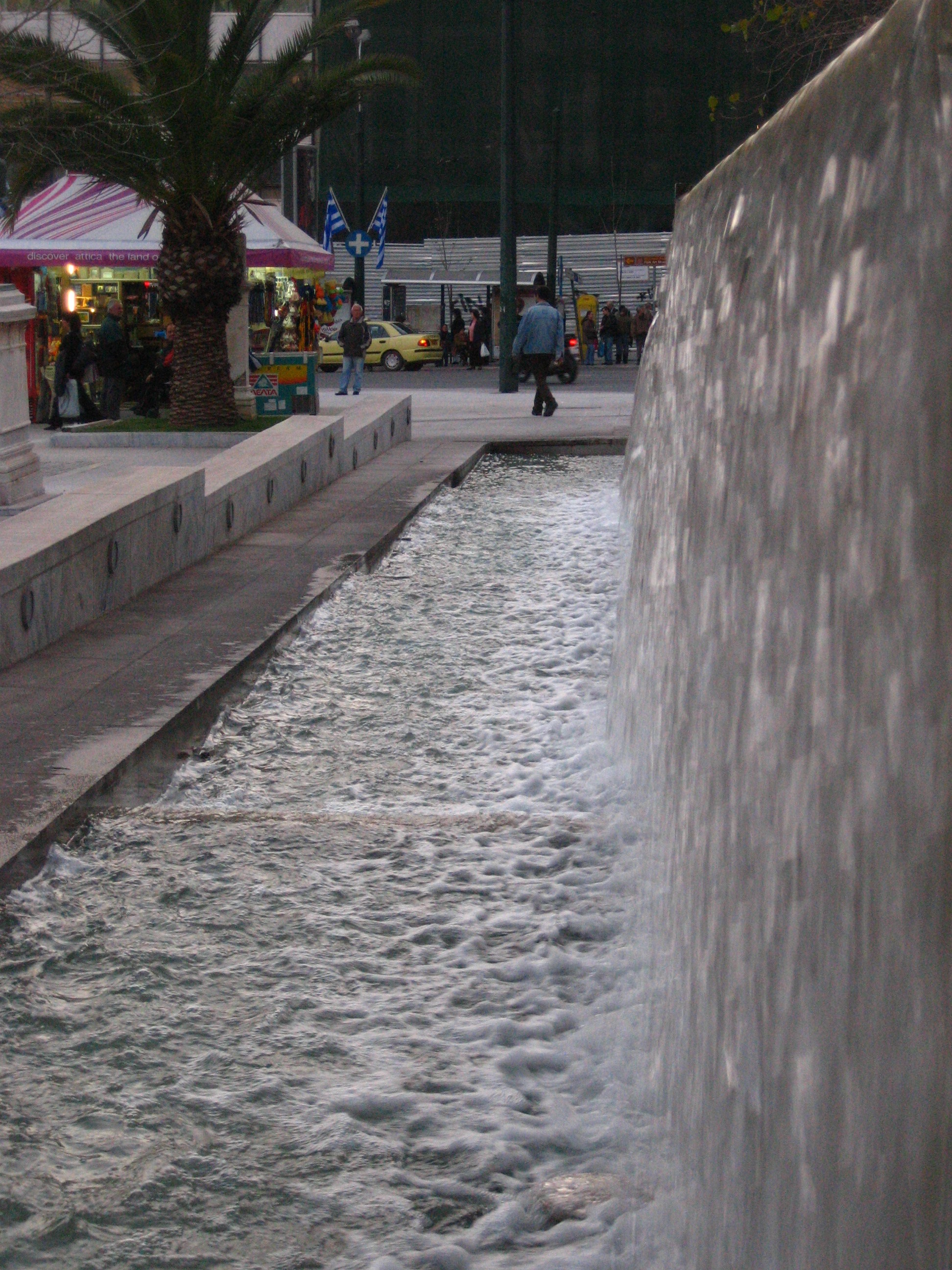
La fontana di Piazza Syntagma

- Museo Benaki della civiltà greca con annessa ricchissima biblioteca
- Museo Benaki di arte e civiltà islamica
- Museo Benaki (nuova sede) di via Pireos, sede di mostre specializzate di architettura moderna
- Museo Benaki – Pinacoteca Chatzikyriakou-Gkika di via Kriezotou (Syntagma), dedicato alla generazione artistica degli anni trenta, con annessa biblioteca
- Museo bizantino e cristiano
- Museo di arte cicladica
- Museo della guerra
- Museo numismatico ospitato nell'Iliou Melathron, la residenza ateniese di Heinrich Schliemann, lo scopritore di Troia e di Micene.
- Hellenic Motor Museum, inaugurato nel marzo 2011, si trova in Via Ioulianou 33. Si tratta di un museo dell'automobile.[36]
- Pinacoteca Nazionale
- Pinacoteca civica
- Museo storico nazionale
- Museo della città
- Museo di arte popolare
- Museo dell'infanzia
- Museo archeologico del Pireo
- Museo Frisiras di arte contemporanea, dedicato alla pittura e scultura antropocentrica
- Museo di antropologia dell'Università di Atene
- Gliptoteca di Goudi
- Fondazione Deste di arte contemporanea
- Museo Herakleidon
- Museo nazionale di arte contemporanea (EMST), ospitato nell'ex edificio del birrificio Fix

## Economia

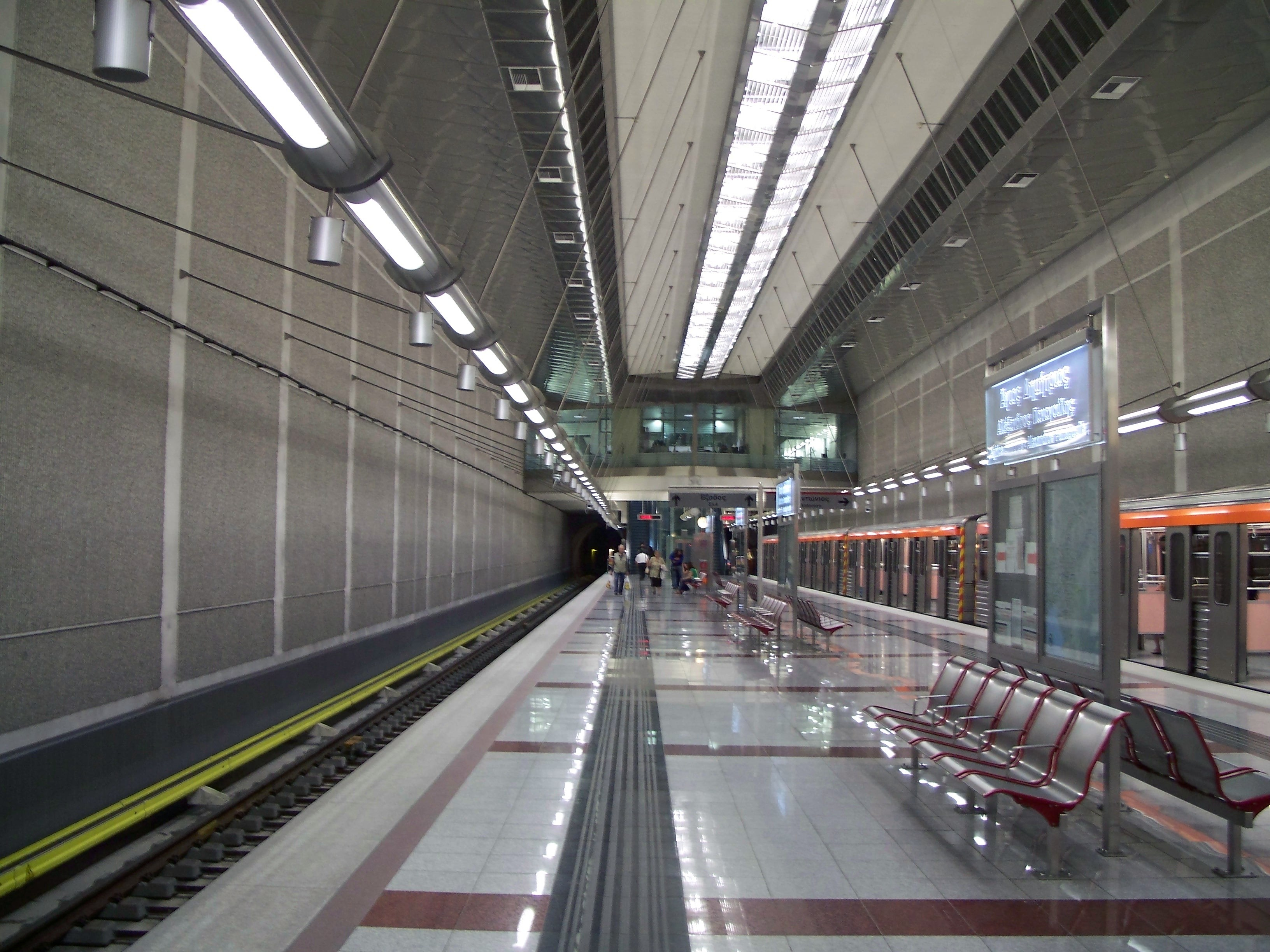
L'ampliamento della metropolitana testimonia la crescita economica di Atene negli ultimi decenni.

Gli anni dal 1950 al 1973 sono stati quelli del miracolo economico grazie anche ad una variazione decisamente positiva del PIL. La capitale greca è diventata velocemente uno dei centri economici più importanti dell'Unione europea, ed è la città greca più ricca, insieme a Salonicco, in termini di PIL pro capite.
Ad Atene ha sede la Borsa valori (Borsa di Atene), la principale piazza finanziaria del Paese, fondata nel 1876.
Dalla fine della seconda guerra mondiale nella conurbazione di Atene e nella regione dell'Attica sono cresciuti diversi centri industriali, sia nella zona di Elefsina, che lungo l'autostrada verso le città di Lamia e Larissa. Un importante centro finanziario è il sobborgo di Maroussi, dove hanno sede diverse multinazionali e grandi compagnie greche.
La sede della maggior parte delle compagnie di Marina mercantile, industria molto sviluppata in Grecia, si trova invece nei pressi del porto del Pireo.
L'ulteriore sviluppo delle infrastrutture a partire dalla fine degli anni novanta ha permesso un'ulteriore crescita economica, testimoniata dall'organizzazione dei Giochi olimpici del 2004 da parte della città.
Dal 2009 la città risente della crisi economica globale, che ha colpito la Grecia in maniera particolare.

## Amministrazione
Il comune di Atene in senso stretto copre solo l'area centrale della metropoli ateniese, sviluppatasi, a partire dalla fine della Seconda Guerra Mondiale, oltre i confini del Comune, fino a raggiungere la grandezza della conurbazione ateniese del ventunesimo secolo.
Nel 2010 è stata approvata dal Parlamento la riforma degli enti locali denominata "Kallikratis". Tale riforma limita a due i livelli di autogoverno locale (comuni - dimi – e regioni – perifèries), con conseguente soppressione delle "nomarchies", equivalente greco delle province. Inoltre, numerose municipalità sono state accorpate anche entro l'area metropolitana di Atene ed è stata soppressa la super-prefettura Atene-Pireo. Periferiarca dell'Attica (ossia, governatore) è dal settembre 2014 Rena Dourou.

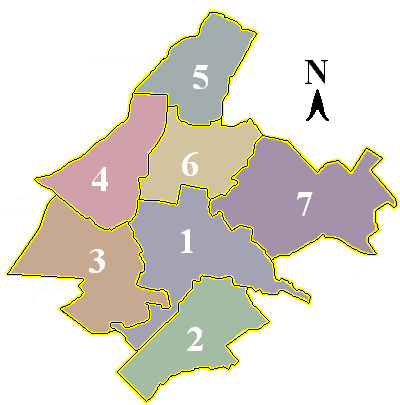
I sette distretti di Atene.

Il comune di Atene è suddiviso in 7 distretti e 91 quartieri, ciascuno guidato da un consiglio di quartiere di quindici membri la cui maggioranza politica è omologata per legge a quella che sostiene il sindaco. La popolazione dei sette quartieri è la seguente:
- 1: 97 570 (comprendente il centro di Atene con il cosiddetto triangolo commerciale: Syntagma, Kolonaki, Ilisia, Exarchia, Omonia, Monastiraki, Plaka e Koukaki)
- 2: 110 069 (include i quartieri di Neos Kosmos, Stadio e Pagrati)
- 3: 48 305 (include i quartieri di Votanikos, Petralona, Kerameikos e Thiseio)
- 4: 87 672 (comprende i quartieri di Colono, Akadimia Platonos, Sepolia e Kato Patisia)
- 5: 95 234 (include i quartieri di Ano Patisia e Prombona)
- 6: 147 181 (comprendente i quartieri centrali di Platia Attiki, Plateia Amerikis e Kypseli)
- 7: 159 483 (include i quartieri di Ampelokipi, Gyzi, Polygonos, Erythro Stavros, Goudi ed Ellinoroson)

### Gemellaggi
Atene è gemellata con:
| - Pechino, Cina (2005) - Betlemme, Palestina (1986) - Los Angeles, Stati Uniti d'America (1984) - Nicosia, Cipro (1988) - Famagosta, Cipro (2005) |

#### Partenariati
- Belgrado, Serbia (1966)[45]
- Parigi, Francia (2000)[46]
- Lubiana, Slovenia[47]
- Napoli, Italia[48]

## Infrastrutture e trasporti

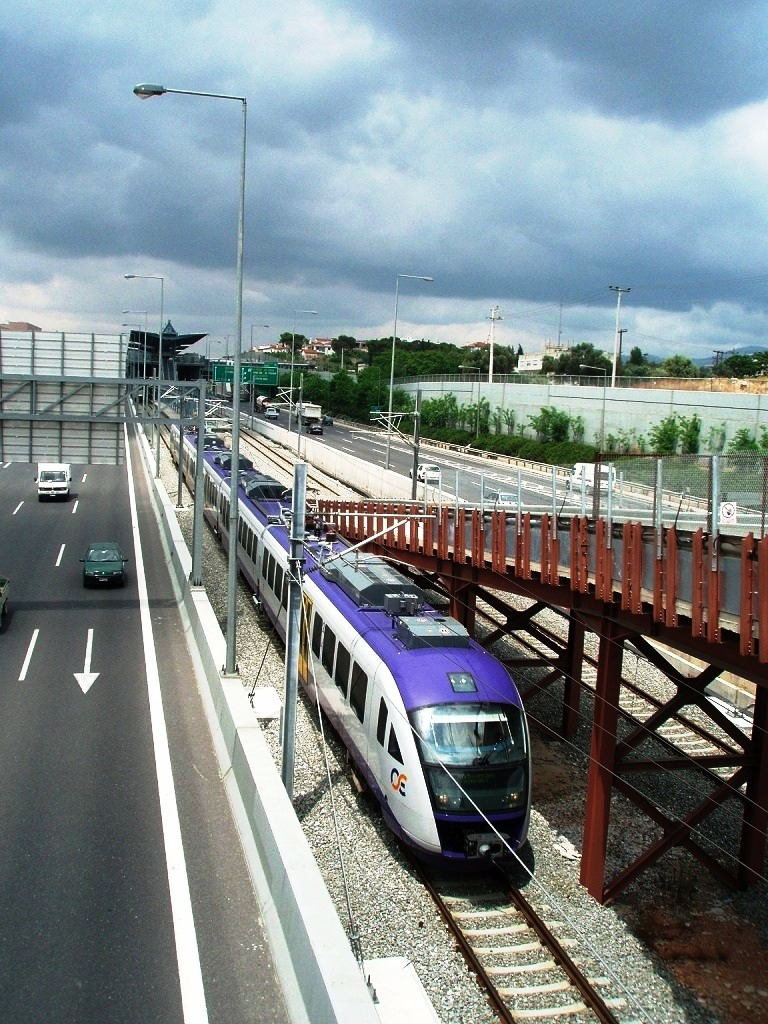
La ferrovia suburbana, stazione Neratziotissa: importante stazione per la coincidenza dei treni in arrivo dall'aeroporto e la linea 1 della metropolitana.

Metropolitana di Atene: stazione del Pireo.

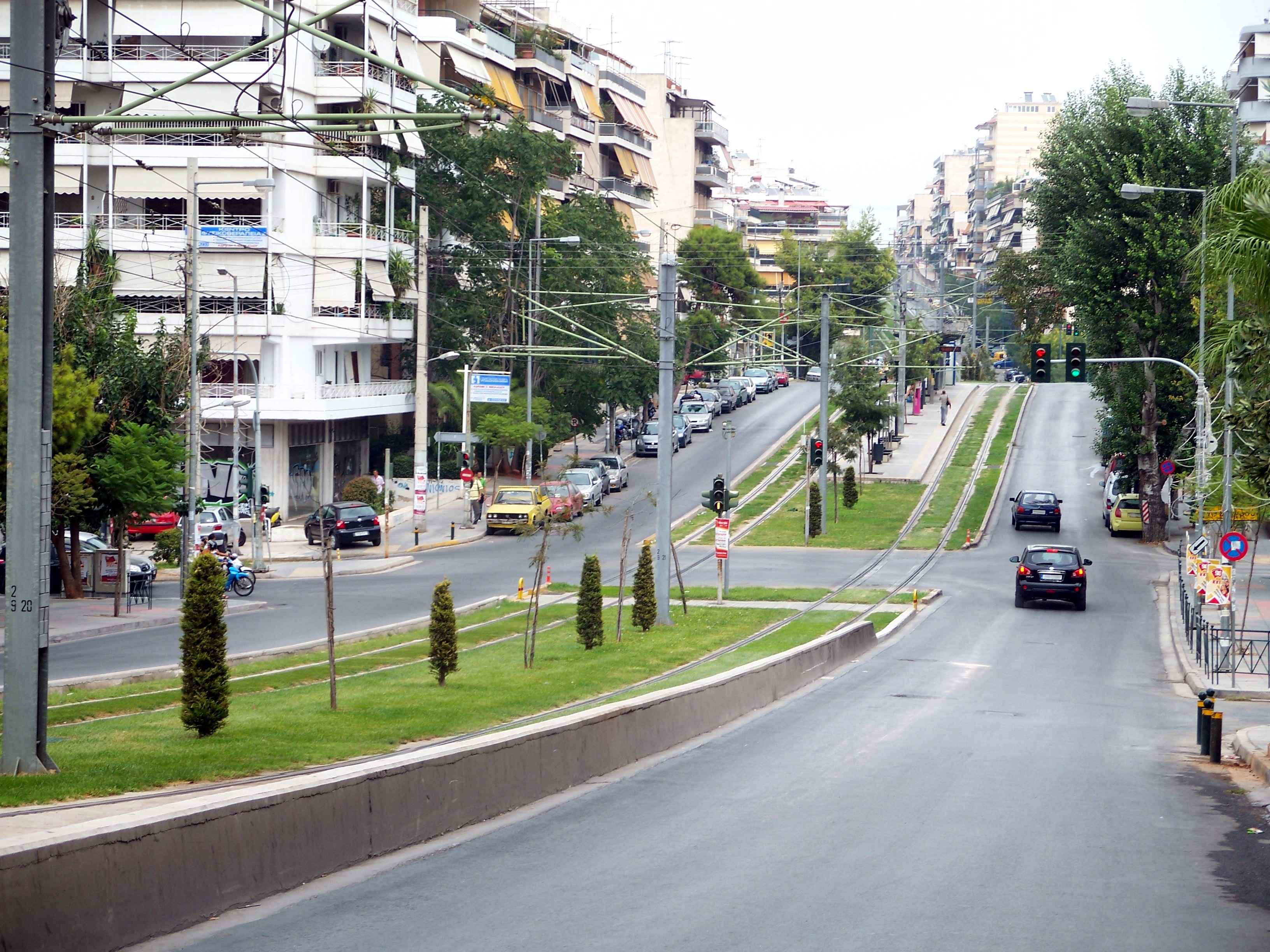
Le linee del tram a Nea Smyrnī.

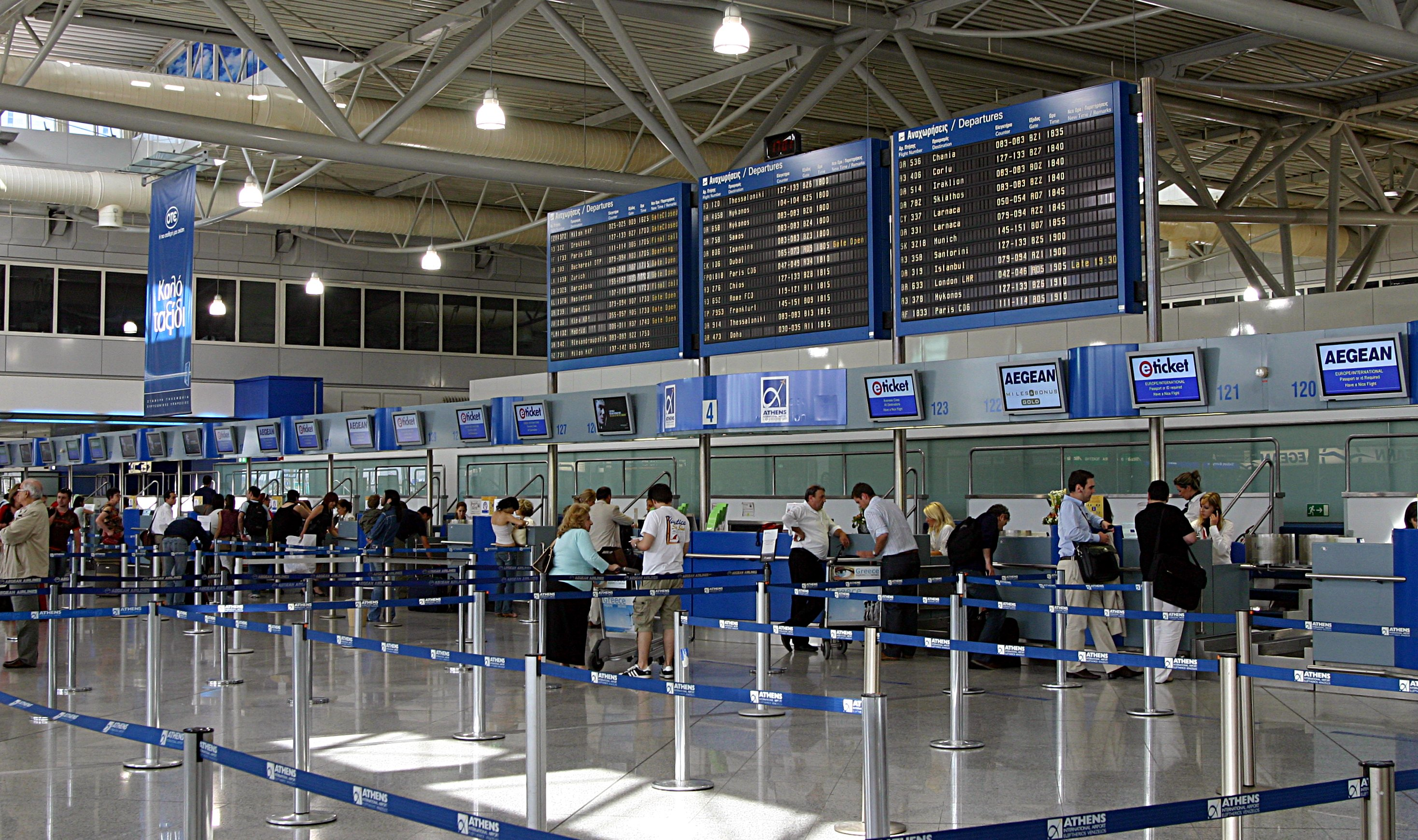
L'aeroporto internazionale di Atene Elefthérios Venizélos.

### Urbano
L'asse portante dei trasporti pubblici nel bacino urbano Atene-Pireo è costituito dal sistema su ferro incrementato e potenziato in occasione delle Olimpiadi del 2004. Il sistema su ferro è costituito da:
- tre linee di ferrovia suburbana (Pireo-Atene-Aeroporto "El. Venizelos", Pireo-Atene-Corinto e Corinto-Aeroporto "El. Venizelos") per un totale di circa 130 km, dei quali circa 50 in area urbana;

- tre linee della metropolitana di Atene, parzialmente in superficie (Linea 1, verde: Pireo-Kifisià; Linea 2, rossa: Anthoupoli-Elliniko; Linea 3, blu: Dimothikò Theatro-Doukissis Plakentìas-Aeroporto "El. Venizelos") per un totale di 89,7 km. Le stazioni della metropolitana raccolgono ed espongono i principali reperti archeologici trovati durante la costruzione delle gallerie. La rete è totalmente coperta dal segnale per i telefoni cellulari e a partire dal 2009 le stazioni delle linee 2 e 3 offriranno la possibilità agli utenti del collegamento wireless con Internet.

- Due linee di metrotranvia (Syntagma-Pikrodafini; Agia Triada Pireo - Asklepio Voula) per un totale di circa 26 km.

I futuri progetti di sviluppo, che riguardano il prossimo decennio, prevedono l'ampliamento della ferrovia suburbana verso il Peloponneso e verso nord, la costruzione della quarta linea della metropolitana (arancione), l'ampliamento delle tre esistenti, e il prolungamento della metrotranvia fino ai sobborghi occidentali del Pireo.
I trasporti pubblici su gomma sono garantiti da una vasta flotta di autobus, gran parte dei quali funzionano a metano: Atene possiede uno dei maggiori parchi autobus a metano in Europa e di filobus, per un totale di 293 linee che si sviluppano per circa 8500 chilometri con 8000 fermate. La rete di filobus è la più estesa dell'Europa occidentale (392 chilometri). Alcune linee funzionano tutta la notte mentre altre sono esercite esclusivamente di notte lungo l'asse delle linee metropolitane. Durante il fine settimana le tre linee della metrotranvia funzionano ventiquattr'ore su ventiquattro. Venerdì notte e sabato notte le linee 2 e 3 della metropolitana sono esercite fino alle ore 3:00. Il biglietto costa € 1.40 e consente di viaggiare per 90 minuti su tutta la rete sotterranea e di superficie all'interno dell'area urbana (è possibile percorrere la stessa tratta sia all'andata sia al ritorno anche sui mezzi su ferro). Esiste inoltre un biglietto valido 24 ore su tutta la rete al costo di € 4.00 e un biglietto settimanale del costo di € 14.00. Inoltre è in vendita un carnet di undici biglietti al costo di 14 euro (un biglietto è gratuito). Solo verso l'aeroporto è richiesto un biglietto diverso, pari a € 10.00, valido anch'esso per 90 minuti su tutta la rete.

### Porti
I porti principali sono:
- Pireo;
- Rafina;
- Lavrio.

### Autostrade e tangenziali
Le tangenziali sono tre: a nord Attiki Odos, che collega Elefsina e l'autostrada per Corinto con l'aeroporto El. Venizelos; a est la tangenziale del monte Imetto (Hymettus Ring Road) che si snoda sulle pendici del monte Imetto con una lunga serie di gallerie e collega l'Attiki Odos con i sobborghi meridionali; a ovest la tangenziale Perifereiaki Aigaleo. La città è inoltre tagliata da nord a sud tramite la tangenziale del Cefiso (Leoforos Kifisias, dal nome del fiume sul quale è stata in parte costruita, è infatti sopraelevata per un lungo tratto), che costituisce il prolungamento urbano dell'autostrada per le città settentrionali di Lamia, Larissa e Salonicco, e giunge fino al Pireo concludendosi in uno degli svincoli autostradali più grandi d'Europa. La lunghezza totale della rete è di circa 150 km. Tutte le tangenziali, salvo quella del Cefiso, sono a pagamento.

### Aeroporti
L'aeroporto internazionale di Atene Elefthérios Venizélos è situato nel comune di Spata-Artemida, a circa 30 km a est della capitale, ed è collegato al resto della città tramite metropolitana, ferrovia suburbana e la tangenziale Attiki Odos. L'aeroporto è stato inaugurato nel 2001, e ha un traffico di 20 016 998 passeggeri all'anno (dati del 2016).

### Ferrovie
La città dispone di diverse stazioni ferroviarie, tra cui la stazione Larissis, situata nel quartiere di Kolos, attiva dal 1904 e gestita da OSE, la stazione ferroviaria del Pireo, e varie stazioni periferiche, come la stazione Paiania–Kantza. Le ferrovie interurbane sono strettamente interconnesse con le ferrovie suburbane. Una importante stazione di interscambio tra i due sistemi è la stazione SKA, posta nel sobborgo di Acharnes.

## Sport

Cerimonia di apertura della XXVIII Olimpiade.

### Eventi

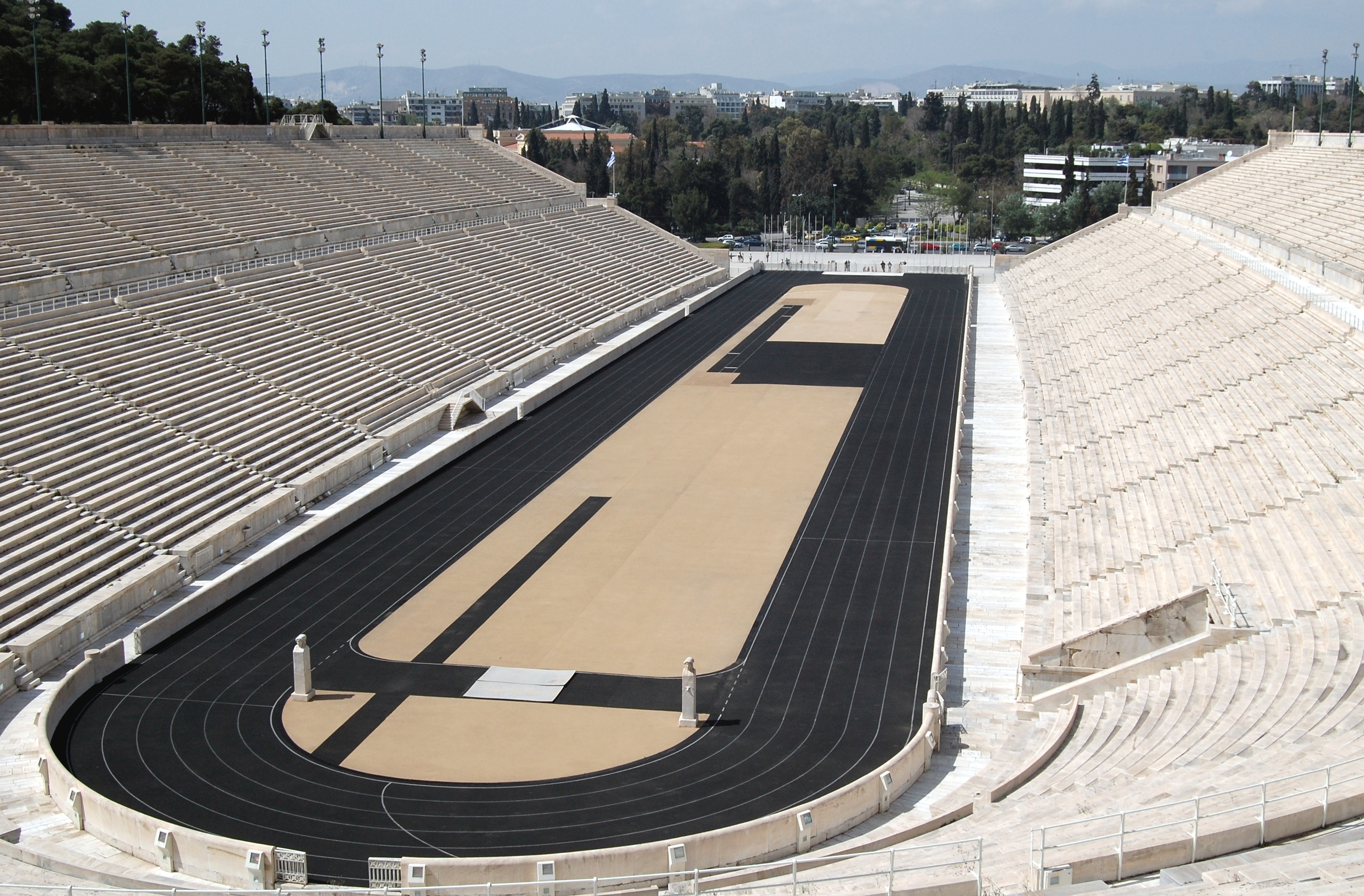
Stadio Panathinaiko (conosciuto anche come Kallimarmaron), costruito per le Olimpiadi del 1896.

- Nel 1896 si tenne ad Atene la I Olimpiade moderna.
- Nel 1982 ad Atene si disputarono i campionati europei di atletica leggera.
- Il 25 maggio 1983 la capitale greca ospitò la finale di Coppa dei Campioni fra Amburgo e Juventus.
- Nel 1991 vi si è svolta l'XI Edizione dei Giochi del Mediterraneo.
- Il 18 maggio 1994 la capitale greca ospitò la finale di UEFA Champions League fra il Milan e il Barcellona
- Il Giro d'Italia 1996, in occasione del centenario della prima olimpiade, partì da Atene.
- Nel 1997 si sono tenuti i campionati del mondo di atletica leggera.
- Finali di Eurolega del 1985, 1993 e 2007.
- Nel 2004 ad Atene si svolse la XXVIII edizione dei Giochi olimpici.
- Il 23 maggio 2007 la capitale greca ospitò la finale di Champions League fra il Milan e il Liverpool.

### Società sportive
Calcio
- Olympiacos, con sede al Pireo, fondato nel 1925, gioca nella Super Liga Ellada
- Panathīnaïkos, fondato nel 1908, gioca nella Super Liga Ellada
- AEK Atene, fondato nel 1924, gioca nella Super Liga Ellada
- Paniōnios, con sede a Nea Smyrnī, fondato nel 1890, gioca nella Super Liga Ellada
- APS Atromitos Athinon, con sede a Peristeri, fondato nel 1923, gioca nella Super Liga Ellada

Pallacanestro
- Panathīnaïkos, fondato nel 1922, gioca nell'A1 Ethniki
- Olympiakos, con sede al Pireo, fondato nel 1925, gioca nell'A1 Ethniki
- AEK Atene, fondato nel 1924, gioca nell'A1 Ethniki
- Panellīnios, fondato nel 1929, gioca nell'A1 Ethniki
- Paniōnios, con sede a Nea Smyrnī, fondato nel 1890, gioca nell'A1 Ethniki
- Maroussi, con sede a Maroussi, fondato nel 1970, gioca nell'A1 Ethniki
- Peristeri, con sede a Peristeri, fondato nel 1971, gioca nell'A1 Ethniki

Pallavolo
- Panathīnaïkos, fondato nel 1919, gioca nella VolleyLeague maschile
- AEK Atene, fondato nel 1930, gioca nella VolleyLeague maschile
- Panathīnaïkos, fondato nel 1969, gioca nella VolleyLeague femminile
- AEK Atene, fondato nel 1995, gioca nella VolleyLeague femminile

Baseball
- Spartakos Glyfadas, fondato nel 1990, gioca nella National Baseball League
- Maroussi 2004, fondato nel 1990, gioca nella National Baseball League
- Olympiada Peristeriou, gioca nella National Baseball League

Pallamano
- Athinaikos, fondato nel 1927, gioca nella National Handball League

Rugby
- Athens Rugby, fondato nel 1990, gioca nella National Rugby League
- Starbucks Rugby, fondato nel 1983, gioca nella National Rugby League

Futsal
- Athina '90, fondato nel 1990, gioca nella Greek Premiere League.

### Impianti sportivi

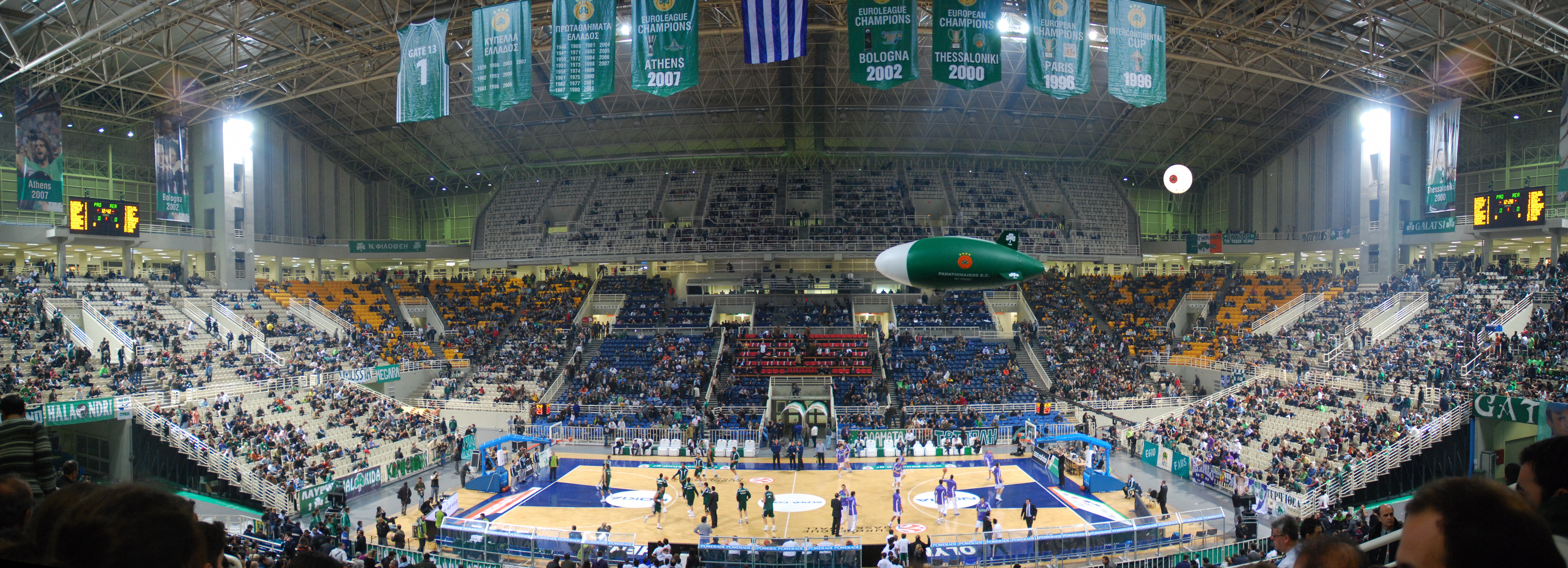
Interno dello stadio di pallacanestro Olympic Indoor Hall nel complesso olimpico OAKA.

- Stadio Panathinaiko, l'antico stadio olimpico, ricostruito nel 1895 per ospitare i Giochi olimpici del 1896.
- Athens Olympic Sports Complex, costruito a partire dal 1980, è composto da varie strutture, tra cui lo Stadio Olimpico "Spiridon Louis", costruito nel 1982 e ristrutturato in occasione dei Giochi olimpici del 2004 ad opera dell'architetto Santiago Calatrava.
- Stadio Karaiskákis, specifico per il calcio, costruito nel 1895, ristrutturato nel 1964 e nuovamente ricostruito nel 2004 in occasione dell'Olimpiade.
- Peace and Friendship Stadium, costruito nel 1983 e ristrutturato nel 2002, è dedicato al basket e alla pallavolo.
- O.A.K.A. Olympic Indoor Hall, costruito nel 1995 e rinnovato nel 2004, è lo stadio da pallacanestro e pallavolo dove gioca il Panathinakos basket.
- Goudi Olympic Complex, costruito appositamente per le Olimpiadi del 2004, vi si sono svolte le gare di badminton e di pentathlon moderno.
- Helliniko Olympic Complex, costruito anch'esso per le Olimpiadi del 2004, è costituito da vari impianti sportivi che hanno ospitato le gare di baseball, softball, hockey, e diverse partite di pallacanestro.